# Памятные монеты евро Австрии
Золотые и серебряные монеты евро выпускаются каждой страной в Еврозоне. Они чеканятся из золота и серебра, а также других металлов ограниченным тиражом. Австрия была первой страной Еврозоны, которая ввела памятную серебряную монету евро в январе 2002 года. Здесь приведён полный список памятных монет евро Австрии за исключением монет номиналом в два евро.
Эти монеты, выпущенные на Австрийском монетном дворе, принимаются к оплате только на территории Австрии, в отличие от монет евро Австрии регулярной чеканки, которые являются законным средством платежа во всех странах Еврозоны. Все монеты, представленные в этой статье, как правило, попадают в частные коллекции и поэтому называются коллекционными.
Коллекционные монеты евро Австрии посвящены годовщинам различных событий и историческим событиям, иногда — текущим событиям, имеющим важное значение для страны. С 2002 года Австрия чеканит шесть вариаций этих монет из различных драгоценных металлов номиналами: 5, 10, 20, 25, 50 и 100 евро. Кроме этих монет, Австрия чеканит пять инвестиционных монет единого дизайна, под названием «Венская филармония». Эти монеты выпускаются номиналами: 1,5 (серебряная) и 10, 25, 50, 100 евро (золотые). Монета номиналом 100 000 евро была выпущена единственный раз в 2004 году небольшим тиражом. В 2009 году выпущена памятная золотая монета номиналом 2 000 евро, посвящённая 20-летнему юбилею выпуска монет «Венская филармония». Монеты достоинством 5, 10, 20 евро выпускаются из серебра. Монета номиналом 25 евро является биметаллической: внешнее кольцо из серебра, внутренняя часть из ниобия. Монеты номиналом 50 и 100 евро выпускаются из золота.

## Номиналы и монетные металлы
К марту 2012 года было выпущено 8 вариаций коллекционных монет Австрии. Всего таких монет Национальный банк Австрии выпустил: одиннадцать монет в 2002 году, двенадцать в 2003, четырнадцать в 2004, тринадцать в 2005, тринадцать в 2006, тринадцать в 2007, пятнадцать в 2008, пятнадцать в 2009, тринадцать в 2010, четырнадцать в 2011 и пять в 2012 году.
В этой таблице представлено количество монет, выпущенных в каждом году. В первом блоке колонок монеты сгруппированы по монетному металлу, во втором — по номиналу.
| Год                                                                            | Всего                 | Металл                | Металл       | Металл           | Номинал монеты | Номинал монеты | Номинал монеты | Номинал монеты | Номинал монеты | Номинал монеты | Номинал монеты | Номинал монеты | Номинал монеты |
| Год                                                                            | Всего                 | Золото (Au)           | Серебро (Ag) | биметалл (Ag+Nb) | €100 000       | €2 000         | €100           | €50            | €25            | €20            | €10            | €5             | €1,50          |
| 2002                                                                           | 11                    | 6                     | 5            | –                | –              | –              | 2              | 2              | 1              | 2              | 3              | 1              | –              |
| 2003                                                                           | 12                    | 6                     | 5            | 1                | –              | –              | 2              | 2              | 2              | 2              | 3              | 1              | –              |
| 2004                                                                           | 15                    | 7                     | 6            | 1                | 1              | –              | 2              | 2              | 2              | 2              | 3              | 2              | –              |
| 2005                                                                           | 13                    | 6                     | 6            | 1                | –              | –              | 2              | 2              | 2              | 2              | 3              | 2              | –              |
| 2006                                                                           | 13                    | 6                     | 6            | 1                | –              | –              | 2              | 2              | 2              | 2              | 3              | 2              | –              |
| 2007                                                                           | 13                    | 6                     | 6            | 1                | –              | –              | 2              | 2              | 2              | 2              | 3              | 2              | –              |
| 2008                                                                           | 15                    | 6                     | 8            | 1                | –              | –              | 2              | 2              | 2              | 2              | 3              | 3              | 1              |
| 2009                                                                           | 15                    | 7                     | 7            | 1                | –              | 1              | 2              | 2              | 2              | 2              | 4              | 2              | 1              |
| 2010                                                                           | 13                    | 6                     | 6            | 1                | –              | –              | 2              | 2              | 2              | 2              | 3              | 2              | 1              |
| 2011                                                                           | 14                    | 6                     | 7            | 1                | –              | –              | 2              | 2              | 2              | 3              | 3              | 2              | 1              |
| 2012                                                                           | 4                     | 1                     | 3            | 1                | –              | –              | –              | 1              | 1              | 2              | 1              | 1              | –              |
| 2012                                                                           | -                     | 1                     | 6            | –                | –              | –              | 1              | 1              | 1              | 1              | 2              | 1              | 1              |
| Всего                                                                          | 141                   | 63                    | 68           | 10               | 1              | 1              | 20             | 21             | 20             | 23             | 31             | 20             | 4              |
| \| Число выпущенных монет \| Монеты не выпускались \| Планируются к выпуску \| |                       |                       |              |                  |                |                |                |                |                |                |                |                |                |
| Число выпущенных монет                                                         | Монеты не выпускались | Планируются к выпуску |              |                  |                |                |                |                |                |                |                |                |                |

## Серии и монетные металлы

### Монеты из серебра
| Серия                                              | Номинал | Название монеты                                                 | Дата выпуска     | Проба  |
| «Австрия и её народ. Замки Австрии»                | €10     | Замок Амбрас                                                    | 24 апреля 2002   | Ag 925 |
| «Австрия и её народ. Замки Австрии»                | €10     | Дворец Эггенберг                                                | 10 сентября 2002 | Ag 925 |
| «Австрия и её народ. Замки Австрии»                | €10     | Замок Шлосс Хоф                                                 | 9 апреля 2003    | Ag 925 |
| «Австрия и её народ. Замки Австрии»                | €10     | Дворец Шёнбрунн                                                 | 8 октября 2003   | Ag 925 |
| «Австрия и её народ. Замки Австрии»                | €10     | Замок Хельбрунн                                                 | 21 апреля 2004   | Ag 925 |
| «Австрия и её народ. Замки Австрии»                | €10     | Замок Арстеттен                                                 | 13 октября 2004  | Ag 925 |
| «60 лет Второй республике»                         | €10     | 60 лет Второй республике                                        | 11 мая 2005      | Ag 925 |
| «60 лет Второй республике»                         | €10     | Открытие Бургтеатра и Венской государственной оперы в 1955 году | 12 октября 2005  | Ag 925 |
| «Австрия и её народ. Знаменитые аббатства Австрии» | €10     | Аббатство Нонберг                                               | 5 апреля 2006    | Ag 925 |
| «Австрия и её народ. Знаменитые аббатства Австрии» | €10     | Аббатство Готтвейг                                              | 11 октября 2006  | Ag 925 |
| «Австрия и её народ. Знаменитые аббатства Австрии» | €10     | Аббатство Мельк                                                 | 18 апреля 2007   | Ag 925 |
| «Австрия и её народ. Знаменитые аббатства Австрии» | €10     | Аббатство Святого Пауля в городе Лаванталь                      | 10 октября 2007  | Ag 925 |
| «Австрия и её народ. Знаменитые аббатства Австрии» | €10     | Клостернойбург                                                  | 16 апреля 2008   | Ag 925 |
| «Австрия и её народ. Знаменитые аббатства Австрии» | €10     | Аббатство Секкау                                                | 8 октября 2008   | Ag 925 |
| «Мифы и легенды Австрии»                           | €10     | Василиск в Вене                                                 | 15 апреля 2009   | Ag 925 |
| «Мифы и легенды Австрии»                           | €10     | Ричард Львиное Сердце                                           | 7 октября 2009   | Ag 925 |
| «Мифы и легенды Австрии»                           | €10     | Эрцберг в Штирии                                                | 14 апреля 2010   | Ag 925 |
| «Мифы и легенды Австрии»                           | €10     | Карл Великий в Унтерсберге                                      | 13 октября 2010  | Ag 925 |
| «Мифы и легенды Австрии»                           | €10     | Линдворм в Клагенфурте                                          | 4 мая 2011       | Ag 925 |
| «Мифы и легенды Австрии»                           | €10     | Ах, мой милый Августин                                          | 12 октября 2011  | Ag 925 |
| «Федеральные земли Австрии»                        | €10     | Штирия                                                          | 25 апреля 2012   | Ag 925 |
| «Федеральные земли Австрии»                        | €10     | Каринтия                                                        | 26 сентября 2012 | Ag 925 |
| «Федеральные земли Австрии»                        | €10     | Нижняя Австрия                                                  | 15 мая 2013      | Ag 925 |
| «Федеральные земли Австрии»                        | €10     | Форарльберг                                                     | 16 октября 2013  | Ag 925 |
| «Австрия. Путь через века»                         | €20     | Ренессанс (Фердинанд I)                                         | 12 июня 2002     | Ag 900 |
| «Австрия. Путь через века»                         | €20     | Барокко                                                         | 12 сентября 2002 | Ag 900 |
| «Австрия. Путь через века»                         | €20     | Период «Бидермейер»                                             | 11 июня 2003     | Ag 900 |
| «Австрия. Путь через века»                         | €20     | Послевоенный период                                             | 17 сентября 2003 | Ag 900 |
| «Австрия в открытом море»                          | €20     | Корабль «Новара»                                                | 16 июня 2004     | Ag 900 |
| «Австрия в открытом море»                          | €20     | Корабль «Эрцгерцог Фердинанд Макс»                              | 15 сентября 2004 | Ag 900 |
| «Австрия в открытом море»                          | €20     | «Корабль Адмирал Тегетхоф» — Австрийская Полярная экспедиция    | 8 июня 2005      | Ag 900 |
| «Австрия в открытом море»                          | €20     | Крейсер «Санкт Георг»                                           | 14 сентября 2005 | Ag 900 |
| «Австрия в открытом море»                          | €20     | Австрийский торговый флот                                       | 7 июня 2006      | Ag 900 |
| «Австрия в открытом море»                          | €20     | Корабль «Viribus Unitis»                                        | 13 сентября 2006 | Ag 900 |
| «Австрийские железные дороги»                      | €20     | Железная дорога императора Фердинанда                           | 13 июня 2007     | Ag 900 |
| «Австрийские железные дороги»                      | €20     | Железная дорога Вена-Триест                                     | 12 сентября 2007 | Ag 900 |
| «Австрийские железные дороги»                      | €20     | Прекрасная эпоха                                                | 11 июня 2008     | Ag 900 |
| «Австрийские железные дороги»                      | €20     | Австрийская западная железная дорога                            | 10 сентября 2008 | Ag 900 |
| «Австрийские железные дороги»                      | €20     | Электрическая железная дорога                                   | 17 июня 2009     | Ag 900 |
| «Австрийские железные дороги»                      | €20     | Железная дорога будущего                                        | 9 сентября 2009  | Ag 900 |
| «Рим на Дунае»                                     | €20     | Виринум                                                         | 5 мая 2010       | Ag 900 |
| «Рим на Дунае»                                     | €20     | Виндобона                                                       | 8 сентября 2010  | Ag 900 |
| «Рим на Дунае»                                     | €20     | Карнунт                                                         | 13 апреля 2011   | Ag 900 |
| «Рим на Дунае»                                     | €20     | Агунтум                                                         | 7 сентября 2011  | Ag 900 |
| «Рим на Дунае»                                     | €20     | Лауриакум                                                       | 11 апреля 2012   | Ag 900 |
| «Рим на Дунае»                                     | €20     | Бриганциум                                                      | 13 июня 2012     | Ag 900 |
| «Живая предыстория»                                | €20     | Триас                                                           | 17 апреля 2013   | Ag 900 |
| «Живая предыстория»                                | €20     | Юра                                                             | 11 сентября 2013 | Ag 900 |

### Монеты из золота
| Серия                              | Номинал | Название монеты                                | Дата выпуска    | Проба  |
| «2000 лет Христианству»            | €50     | Католический Орден Св. Бенеди́кта               | 13 марта 2002   | Au 986 |
| «2000 лет Христианству»            | €50     | Христианское милосердие                        | 12 марта 2003   | Au 986 |
| «Великие композиторы»              | €50     | Йозеф Гайдн                                    | 20 марта 2004   | Au 986 |
| «Великие композиторы»              | €50     | Людвиг Ван Бетховен                            | 16 февраля 2005 | Au 986 |
| «Великие композиторы»              | €50     | Вольфганг Амадей Моцарт                        | 1 февраля 2006  | Au 986 |
| «Знаменитые врачи Австрии»         | €50     | Герард ван Свитен                              | 31 января 2007  | Au 986 |
| «Знаменитые врачи Австрии»         | €50     | Игнац Филипп Земмельвайс                       | 30 января 2008  | Au 986 |
| «Знаменитые врачи Австрии»         | €50     | Теодор Бильрот                                 | 11 февраля 2009 | Au 986 |
| «Знаменитые врачи Австрии»         | €50     | Клеменс барон фон Пирке                        | 26 мая 2010     | Au 986 |
| «Климт и его женщины»              | €50     | Портрет Адели Блох-Бауэр                       | 25 января 2012  | Au 986 |
| «Климт и его женщины»              | €50     | Ожидание                                       | 27 февраля 2013 | Au 986 |
| «Художественные сокровища Австрии» | €100    | Скульптура                                     | 13 ноября 2002  | Au 986 |
| «Художественные сокровища Австрии» | €100    | Живопись                                       | 5 ноября 2003   | Au 986 |
| «Венский модерн»                   | €100    | Венский Сецессион                              | 10 ноября 2004  | Au 986 |
| «Венский модерн»                   | €100    | Собор Штейнгоф                                 | 9 ноября 2005   | Au 986 |
| «Венский модерн»                   | €100    | Венские речные ворота                          | 8 ноября 2006   | Au 986 |
| «Венский модерн»                   | €100    | Венская архитектура                            | 7 ноября 2007   | Au 986 |
| «Короны дома Габсбургов»           | €100    | Императорская корона Священной Римской империи | 5 ноября 2008   | Au 986 |
| «Короны дома Габсбургов»           | €100    | Корона Эрцгерцога Австрии                      | 4 ноября 2009   | Au 986 |
| «Короны дома Габсбургов»           | €100    | Венгерская корона Святого Стефана              | 10 ноября 2010  | Au 986 |
| «Короны дома Габсбургов»           | €100    | Чешская корона Святого Вацлава                 | 9 ноября 2011   | Au 986 |
| «Короны дома Габсбургов»           | €100    | Корона Австрийской империи                     | 14 ноября 2012  | Au 986 |
| «Наша дикая природа»               | €100    | Красный олень                                  | 30 октября 2013 | Au 986 |

### Монеты «Венская филармония»
Филармоникер — австрийская золотая монета, первая золотая монета, выпущенная в евро.
Официальный номинал монеты весом 1 унция — 100 евро.
|  | Монеты «Венская филармония» изготавливаются из золота 999,9 пробы (24 карата). Выпускаются каждый год четырёх номиналов, размеров и веса. Они являются инвестиционными монетами, хотя в основном оседают в частных коллекциях. По данным Всемирного золотого совета, эти инвестиционные монеты были лидерами по числу продаж в 1992, 1995, 1996 и 2000 годах. На монетах изображены музыкальные инструменты, которые использует оркестр Венской филармонии. На аверсе и реверсе монеты текст — Wiener Philharmoniker («Венская филармония»). На монетах изображён большой орган в Золотом зале Венского Музикферайн. На лицевой стороне монеты номинал в евро, вес и год выпуска. С февраля 2008 года также выпускаются серебряные монеты номиналом 1,50 евро, дизайн которых идентичен золотым. |

| Изображение | Номинал  | Проба    | Художник          | Вес       | Диаметр | Толщина | Год выпуска / Тираж |
| ----------- | -------- | -------- | ----------------- | --------- | ------- | ------- | --- |
|             | €100 000 | Au 999,9 | Томас Песендорфер | 31,103 кг | 370 мм  | 20 мм   | 2004 год / 15 монет |
|             | €2 000   | Au 999,9 | Томас Песендорфер | 622 г     | 74 мм   | 8,3 мм  | 2009 год / 6027 монет |
|             | €100     | Au 999,9 | Томас Песендорфер | 31,103 г  | 37 мм   | 2,0 мм  | 2002 / 164 2003 / 179 881 2004 / 176 319 2005 / 158 564 2006 / 82 174 2007 / 108.675 2008 / 715.800 2009 / 903.000 2010 /512.000               |
|             | €50      | Au 999,9 | Томас Песендорфер | 15,552 г  | 28 мм   | 1,6 мм  | 2002 / 40 922 2003 / 26 848 2004 / 24 269 2005 / 21 049 2006 / 20 085 2007 / 25.091 2008 / 73.800 2009 / 92.300 2010 /56.600                   |
|             | €25      | Au 999,9 | Томас Песендорфер | 7,776 г   | 22 мм   | 1,2 мм  | 2002 / 40 807 2003 / 34 019 2004 / 32 449 2005 / 32 817 2006 / 29 609 2007 / 34.631 2008 / 97.100 2009 / 172.000 2010 /84.900                  |
|             | €10      | Au 999,9 | Томас Песендорфер | 3,121 г   | 16 мм   | 1,2 мм  | 2002 / 75 789 2003 / 59 654 2004 / 67 994 2005 / 62 071 2006 / 39 892 2007 / 76.325 2008 / 176.700 2009 / 437.700 2010 /226.700                |
|             | €1,50    | Ag 999,9 | Томас Песендорфер | 31,103 г  | 37 мм   | 3,2 мм  | Серебряные монеты «Венская филармония» также являются инвестиционными (bullion coin).Тираж: 2008 / 7.800.000 2009 / 9.000.000 2010 /11.300.000 |

### Европейская нумизматическая программа
В 2004 году, спустя два года после введения евро в наличное обращение, семь стран Еврозоны (Австрия, Бельгия, Германия, Испания, Нидерланды, Португалия и Франция) объединились для выпуска монет единой темы. В следующем году начинание было продолжено. Оно получило название Европейской нумизматической программы (серии). В рамках этой программы выпускаются монеты различными государствами Евросоюза (не только входящими в Еврозону). Количество участников не является постоянным. Каждый год посвящён какой-либо теме, освещающей культуру и историю Европы.
С самого первого выпуска логотипом серии стала так называемая еврозвезда, являющаяся комбинацией символа евро и звезды.
В рамках программы Австрия выпускает монеты номиналом 5 либо 20 евро.
| Год  | Тема года                         | Номинал | Название монеты                              | Дата выпуска    | Проба  |
| 2004 | «Расширение Евросоюза»            | €5      | Расширение Евросоюза                         | 28 января 2004  | Ag 800 |
| 2005 | «Мир и свобода»                   | €5      | Гимн Европы                                  | 11 мая 2005     | Ag 800 |
| 2006 | «Выдающиеся европейские личности» | €5      | 200 лет со дня рождения Вольфганга Моцарта   | 01 февраля 2006 | Ag 800 |
| 2007 | «Европейские достижения»          | €5      | 100 лет реформе избирательного права         | 10 января 2007  | Ag 800 |
| 2008 | «Культурное наследие»             | €5      | 100 лет со дня рождения Герберта фон Караяна | 09 мая 2008     | Ag 800 |
| 2009 | «Европейское наследие»            | €5      | 200 лет со дня смерти Йозефа Гайдна          | 14 января 2009  | Ag 800 |
| 2011 | «Европейские исследователи»       | €20     | Николаус Жакен                               | 23 февраля 2011 | Ag 900 |
| 2012 | «Европейские художники»           | €20     | Эгон Шиле                                    | 14 марта 2012   | Ag 900 |
| 2013 | «Европейские писатели»            | €20     | Стефан Цвейг                                 | 20 марта 2013   | Ag 900 |

### Памятная монета 2008 года
В 2008 году Австрийский монетный двор выпустил памятную медаль весом 20 кг и партию памятных монет из серебра в честь 500-летия коронации императора Священной Римской империи Максимилиана I. Их аверс повторил дизайн монеты 1508 года, выпущенной в честь того же события. Главное отличие от серебряных монет евро в том, что номинал этого выпуска указан в денежных единицах Нового времени — в талерах.

## Монеты 2002 года выпуска
| | Католический Орден св. Бенеди́кта                 |                             |                                        |  |
| Художник: Гельмут Андекслингер | Художник: Гельмут Андекслингер                   | Австрийский монетный двор   | Австрийский монетный двор              |  |
| Номинал: €50 | Металл: Au 986                                   | Тираж: 50 000               | Качество: Proof                        |  |
| Диаметр: 22 мм | Дата выпуска: 13 марта 2002                      | Масса: 10,14 г              | Гурт: гладкий                          |  |
| Вторая монета из серии «2000 лет Христианству». Первые две были отчеканены в 2000 и 2001 годах номиналом 500 шиллингов. Монета посвящена Святому Бенедикту. Святой Бенедикт является покровителем Западной Европы и монашества. Правила монашеской жизни, или правила Св. Бенедикта, разработанные в VI веке, актуальны и сегодня. Аверс: Святой Бенедикт и его сестра, составляющие свод правил. Святая Схоластика изображена в виде голубя. Вместе со своей сестрой Бенедикт основал монашеский Орден святого Бенедикта, который следует его правилам. Круговая легенда: нем. Republik Österreich (рус. Республика Австрия), нем. Benedictus (рус. Бенедикт), нем. Scholastika (рус. Схоластика) и номинал «50 Euro». Реверс: Монах, работающий за письменным столом над рукописью. Переписывание книг являлось одной из работ монахов в Средние века, когда книги копировались вручную, это был огромный труд для сохранения большого количества знаний. |                                                  |                             |                                        |  |
| |                                                  |                             |                                        |  |
| | Замок Амбрас                                     |                             |                                        |  |
| Художники: Андреас Занашка и Герберт Вайнер | Художники: Андреас Занашка и Герберт Вайнер      | Австрийский монетный двор   | Австрийский монетный двор              |  |
| Номинал: €10 | Металл: Ag 925                                   | Тираж:130 000 20 000 50 000 | Качество:UNC Special UNC Frosted Proof |  |
| Диаметр: 32 мм | Дата выпуска: 24 апреля 2002                     | Масса: 17,3 г               | Гурт: гладкий                          |  |
| Первая монета из серии «Австрия и её народ. Замки Австрии». Аверс: Замок к югу от Инсбрука в стиле ренессанс. Надпись в верхней части монеты: нем. Republik Österreich (рус. Республика Австрия), номинальная стоимость монеты «10 Euro» и дата чеканки расположены в нижней части монеты, а также надпись нем. Schloss Ambras (рус. Замок Амбрас). Реверс: Копия гравюры 1569 года, на которой изображены три придворных музыканта в Испанском зале. |                                                  |                             |                                        |  |
| |                                                  |                             |                                        |  |
| | 250-летняя годовщина Венского зоопарка           |                             |                                        |  |
| Художники: Герберт Вайнер и Гельмут Андекслингер | Художники: Герберт Вайнер и Гельмут Андекслингер | Австрийский монетный двор   | Австрийский монетный двор              |  |
| Номинал: €5 | Металл: Ag 800                                   | Тираж:500 000 100 000       | Качество:UNC Special UNC               |  |
| Диаметр: 28,5 мм | Дата выпуска: 8 мая 2002                         | Масса: 10 г                 | Гурт: гладкий                          |  |
| Эта монета является первой в выпуске нового поколения австрийских монет номиналом «5 Euro». Аверс: Одинаков для всей серии — 9-сторонняя звезда, символизирующая 9 федеральных земель Австрии, в центре которой находится номинал монеты «5» с надписями нем. Republik Österreich (рус. Республика Австрия) и «евро». Реверс: Павильон императора в Венском зоопарке в окружении разнообразных животных. Даты «1752—2002» ссылаются на юбилей зоопарка и дату выпуска монеты. В верхней части монеты расположена надпись: нем. 250 Jahre Tiergarten Schönbrunn (рус. 250-летие зоопарка Шёнбрунн). |                                                  |                             |                                        |  |
| |                                                  |                             |                                        |  |
| | Ренессанс (Фердинанд I)                          |                             |                                        |  |
| Художники: Герберт Вайнер и Томас Песендорфер | Художники: Герберт Вайнер и Томас Песендорфер    | Австрийский монетный двор   | Австрийский монетный двор              |  |
| Номинал: €20 | Металл: Ag 900                                   | Тираж: 50 000               | Качество:UNC Special UNC Frosted Proof |  |
| Диаметр: 34 мм | Дата выпуска: 12 июня 2002                       | Масса: 20 г                 | Гурт: гладкий                          |  |
| Первая монета из серии «Австрия. Путь через века». Аверс: «Швейцарские ворота» во дворце Хофбург в Вене. Фердинанд I заказал их в стиле ренессанс. Двое солдат с разных сторон ворот являются напоминанием о времени осады Вены в 1529 году. Круговая легенда — нем. Republik Österreich (рус. Республика Австрия) и номинал «20 Euro». Реверс: Портрет императора Священной Римской империи и основателя австрийской линии династии Габсбургов Фердинанда I. Надпись в левой верхней части монеты: Ferdinand I («Фердинанд I»). |                                                  |                             |                                        |  |
| |                                                  |                             |                                        |  |
| | Дворец Эггенберг                                 |                             |                                        |  |
| Художники: Андреас Занашка и Томас Песендорфер | Художники: Андреас Занашка и Томас Песендорфер   | Австрийский монетный двор   | Австрийский монетный двор              |  |
| Номинал: €10 | Металл: Ag 925                                   | Тираж:130 000 20 000 50 000 | Качество:UNC Special UNC Frosted Proof |  |
| Диаметр: 32 мм | Дата выпуска: 10 сентября 2002                   | Масса: 17,3 г               | Гурт: гладкий                          |  |
| Вторая монета из серии «Австрия и её народ. Замки Австрии». Аверс: Дворец Эггенберг. Он был построен Гансом Ульрихом фон Эггенбергом, монета демонстрирует астрономические темы: четыре больших башни представляют четыре времени года, 365 окон представляют количество дней в году, 24 комнаты символизируют количество часов в сутках. Дворец строился с 1625 по 1642 год (после смерти Ганса Ульриха). В верхней части монеты расположена надпись: нем. Schloss Eggenberg (рус. Дворец Эггенберг). Надпись в нижней части монеты: нем. Republik Österreich (рус. Республика Австрия) и номинал «10 Euro». Реверс: Портрет учёного и астронома Иоганна Кеплера, который был лично знаком с Гансом Ульрихом фон Эггенбергом и, скорее всего, оказал влияние на конструкцию дворца. На переднем плане — шедевр Кеплера, модель лат. Mysterium Cosmographicum (рус. Тайна мироздания). Надпись слева: Johannes Kepler («Иоганн Кеплер»).                    |                                                  |                             |                                        |  |
| |                                                  |                             |                                        |  |
| | Барокко                                          |                             |                                        |  |
| Художники: Андреас Занашка и Томас Песендорфер | Художники: Андреас Занашка и Томас Песендорфер   | Австрийский монетный двор   | Австрийский монетный двор              |  |
| Номинал: €20 | Металл: Ag 900                                   | Тираж: 50 000               | Качество: Frosted Proof                |  |
| Диаметр: 34 мм | Дата выпуска: 11 сентября 2002                   | Масса: 20 г                 | Гурт: гладкий                          |  |
| Вторая монета из серии «Австрия. Путь через века». Аверс: Парадная лестница во дворце принца Евгения Савойского, в настоящее время в нём расположено Австрийское министерство финансов. Боги и полубоги придерживают основание лестницы, в то время как Геракл стоит на лестнице. Слева полукругом расположена надпись: нем. Republik Österreich (рус. Республика Австрия), внизу указан номинал монеты — «20 Euro». Реверс: Портрет принца Евгения Савойского, напоминающий его конную статую около дворца Хофбург в Вене. Типичный барочный дизайн: пушки, флаги и стандарты украшают задний план. В верхней части монеты расположена надпись: нем. Prinz Eugen v Savoyen (рус. Принц Евгений Савойский). В правой части монеты — годы жизни Евгения Савойского — 1663—1736. В левой части монеты расположены знамёна, под которыми находятся две пушки и ядра.                                                                                           |                                                  |                             |                                        |  |
| |                                                  |                             |                                        |  |
| | Скульптура                                       |                             |                                        |  |
| Художники: Герберт Вайнер и Томас Песендорфер | Художники: Герберт Вайнер и Томас Песендорфер    | Австрийский монетный двор   | Австрийский монетный двор              |  |
| Номинал: €100 | Металл: Au 986                                   | Тираж: 30 000               | Качество: Proof                        |  |
| Диаметр: 30 мм | Дата выпуска: 13 ноября 2002                     | Масса: 16,2 г               | Гурт: гладкий                          |  |
| Первая монета из серии «Художественные сокровища Австрии». Аверс: Портрет одного из величайших скульпторов эпохи барокко Георга Рафаэля Доннера на фоне Дворца Нижний Бельведер. Этот дворец является в настоящее время музеем эпохи барокко в Вене, и в нём находится много работ Доннера. В верхней части монеты полукругом расположена надпись: нем. Republik Österreich (рус. Республика Австрия) и номинал «100 Euro». Реверс: Фонтан Provendentia Brunnen, расположенный в центре Вены, работы того же скульптора. В центре монеты аллегорическая фигура Providentia отображается с медальоном римского бога Януса, который имеет два лица. Ближайшие у фонтана символические фигуры представляют притоки реки Дунай. В верхней части монеты полукругом расположена надпись: нем. Provendentia Brunnen (рус. Фонтан Провидентиа). |                                                  |                             |                                        |  |

## Монеты 2003 года выпуска
| | 700 лет городу Халль в Тироле                     |                              |                                         |  |
| Художники: Герберт Вайнер и Гельмут Андекслингер | Художники: Герберт Вайнер и Гельмут Андекслингер  | Австрийский монетный двор    | Австрийский монетный двор               |  |
| Номинал: €25 | Металл: Ag 900 и Nb 998                           | Тираж: 50 000                | Качество: Special UNC                   |  |
| Диаметр: 34 мм | Дата выпуска: 29 января 2003                      | Масса: 17,15 г               | Гурт: гладкий                           |  |
| Первая в мире монета, при чеканке которой был использован металл ниобий. Эту традицию Австрия продолжила и в дальнейшем. На этой монете Австрийское федеральное правительство решило поместить вид города Халля в Тироле, которому исполнилось 700 лет. Изображение города Халль также присутствовало на монете выпущенной в 1809 году. Также была выпущена серебряная памятная монета с таким же сюжетом в 1486 году — Guldiner. Аверс: Спутник, совершающий фотосъемку города Халль. Справа надпись нем. Republik Österreich (рус. Республика Австрия) и номинал «25 Euro». Реверс: Зал в музее Тироля. Дизайн выполнен в форме негативного изображения символизирующего историю зала в центре монеты. Первое время у этой монеты был небольшой тираж, но он был увеличен в связи с важностью события изображенного на монете. На серебряном ободе монеты имеется надпись, расположенная по кругу нем. 700 Jahre Stadt Hall in Tirol (рус. 700 лет городу Халль в Тироле). |                                                   |                              |                                         |  |
| |                                                   |                              |                                         |  |
| | Христианское милосердие                           |                              |                                         |  |
| Художник: Гельмут Андекслингер | Художник: Гельмут Андекслингер                    | Австрийский монетный двор    | Австрийский монетный двор               |  |
| Номинал: €50 | Металл: Au 986                                    | Тираж: 50 000                | Качество: Proof                         |  |
| Диаметр: 22 мм | Дата выпуска: 12 марта 2003                       | Масса: 10,14 г               | Гурт: гладкий                           |  |
| Четвёртая монета из серии «2000 лет Христианству». Аверс: Изображение современного примера христианского милосердия — монахиня работает медицинской сестрой ухаживающей за больным в соответствии с заветами Христа. Также на монете имеется надпись, адаптированная к круглой монете: нем. Republik Österreich (рус. Республика Австрия) и номинал «50 Euro». Реверс: Изображение одной из самых известных притч из Нового Завета, история о милосердном Самаритянине. В этой притче Христос даёт три различных ответа на вопрос самаритянина, который подвергся нападению и ограблению. Монета показывает самаритянина снимающего раненого с коня, и оказывающего ему медицинскую помощь. В правой части монеты, присутствует текст: нем. Barmherziger Samariter (рус. Милосердный самаритянин). |                                                   |                              |                                         |  |
| |                                                   |                              |                                         |  |
| | Замок Шлосс Хоф                                   |                              |                                         |  |
| Художник: Андреас Занашка | Художник: Андреас Занашка                         | Австрийский монетный двор    | Австрийский монетный двор               |  |
| Номинал: €10 | Металл: Ag 925                                    | Тираж: 130 000 20 000 50 000 | Качество: UNC Special UNC Frosted Proof |  |
| Диаметр: 32 мм | Дата выпуска: 9 апреля 2003                       | Масса: 17,3 г                | Гурт: гладкий                           |  |
| Третья монета из серии «Австрия и её народ. Замки Австрии». Монета выпущена в честь замка Шлосс Хоф, расположенного на Моравском поле (равнина к востоку от Вены), на границе сегодняшней Словакии и Венгрии. Аверс: Вид на замок с террасами со стороны сада. В верхней части монеты расположена надпись: нем. Republik Österreich (рус. Республика Австрия), внизу указан номинал — «10 Euro». Реверс: Два садовода, одетые в стиле периода барокко. |                                                   |                              |                                         |  |
| |                                                   |                              |                                         |  |
| | Гидроэнергия                                      |                              |                                         |  |
| Художники: Герберт Вайнер и Томас Песендорфер | Художники: Герберт Вайнер и Томас Песендорфер     | Австрийский монетный двор    | Австрийский монетный двор               |  |
| Номинал: €5 | Металл: Ag 800                                    | Тираж: 500 000 100 000       | Качество: UNC Special UNC               |  |
| Диаметр: 28,5 мм | Дата выпуска: 14 мая 2003                         | Масса: 10 г                  | Гурт: гладкий                           |  |
| Монета была выпущена в «Международный год пресной воды», проведённый по решению Организации Объединённых Наций. Реверс: На переднем плане изображён горный источник, использующийся для производства гидроэлектроэнергии. Стилизованные капли воды и рыбы, указывают на экологическое значение использования водных ресурсов. В верхней части монеты расположена надпись: нем. Wasserkraft (рус. Гидроэнергетика). |                                                   |                              |                                         |  |
| |                                                   |                              |                                         |  |
| | Период «Бидермейер»                               |                              |                                         |  |
| Художник: Андреас Занашка | Художник: Андреас Занашка                         | Австрийский монетный двор    | Австрийский монетный двор               |  |
| Номинал: €20 | Металл: Ag 900                                    | Тираж: 50 000                | Качество: Frosted Proof                 |  |
| Диаметр: 34 мм | Дата выпуска: 11 июня 2003                        | Масса: 20 г                  | Гурт: гладкий                           |  |
| Третья монета из серии «Австрия. Путь через века». Аверс: Паровоз ранней конструкции(AJAX) на первой железнодорожной линии в Австрии, железной дороге Кайзера Фердинанда (Nordbahn). Сейчас паровоз AJAX находится в музее австрийского железнодорожного транспорта. В верхней части монеты расположена надпись: нем. Republik Österreich (рус. Республика Австрия), внизу указан номинал — «20 Euro». Реверс: Портрет известного государственного деятеля, князя Клемента Венцеля фон Меттерниха. За ним расположена карта Европы, перерисованая с изображения начала XIX века. На этой карте изображены границы Европы утверждённые Венским конгрессом, после поражения Наполеона Бонапарта. |                                                   |                              |                                         |  |
| |                                                   |                              |                                         |  |
| | Послевоенный период                               |                              |                                         |  |
| Художники: Томас Песендорфер и Герберт Вайнер | Художники: Томас Песендорфер и Герберт Вайнер     | Австрийский монетный двор    | Австрийский монетный двор               |  |
| Номинал: €20 | Металл: Ag 900                                    | Тираж: 50 000                | Качество: Frosted Proof                 |  |
| Диаметр: 34 мм | Дата выпуска: 17 сентября 2003                    | Масса: 20 г                  | Гурт: гладкий                           |  |
| Четвёртая монета из серии «Австрия. Путь через века». Аверс: Сюжет посвящённый Второй Австрийской республике — сломанные цепи на когтях орла символизируют возрождение независимого государства. Справа красно-бело-красный флаг Австрии, а слева флаг Европейского союза. В верхней части монеты расположена надпись: нем. Republik Österreich (рус. Республика Австрия), внизу указан номинал — «20 Euro». Реверс: Сюжет, основанный на основе двух знаменитых плакатов того времени: Jeep и ERP (Программа восстановления Европы). В верхней части монеты расположена надпись: ERP. В левой части монеты изображён автомобиль марки Jeep, образца 1940-х годов, в котором находятся три человека. В нижней части монеты расположена надпись: нем. Wiederaufbau in Österreich (рус. Реконструкция в Австрии). |                                                   |                              |                                         |  |
| |                                                   |                              |                                         |  |
| | Дворец Шёнбрунн                                   |                              |                                         |  |
| Художники: Гельмут Андекслингер и Андреас Занашка | Художники: Гельмут Андекслингер и Андреас Занашка | Австрийский монетный двор    | Австрийский монетный двор               |  |
| Номинал: €10 | Металл: Ag 925                                    | Тираж: 100 000 40 000 60 000 | Качество: UNC Special UNC Frosted Proof |  |
| Диаметр: 32 мм | Дата выпуска: 8 октября 2003                      | Масса: 17,3 г                | Гурт: гладкий                           |  |
| Четвёртая монета из серии «Австрия и её народ. Замки Австрии». Аверс: Центральная часть фасада дворца за одним из больших фонтанов. В верхней части монеты расположена надпись: нем. Schloss Schönbrunn (рус. Дворец Шенбрунн). В нижней части монеты расположена надпись: нем. Republik Österreich (рус. Республика Австрия) и номинал «10 Euro». Реверс: Сад за стеклом известный как Palmenhaus. Когда он был построен в XIX веке, он задумывался в качестве музея экзотических растений. В то время это было крупнейшее здание из стали и стекла в Европе. |                                                   |                              |                                         |  |
| |                                                   |                              |                                         |  |
| | Живопись                                          |                              |                                         |  |
| Художники: Герберт Вайнер и Томас Песендорфер | Художники: Герберт Вайнер и Томас Песендорфер     | Австрийский монетный двор    | Австрийский монетный двор               |  |
| Номинал: €100 | Металл: Au 986                                    | Тираж: 30 000                | Качество: Proof                         |  |
| Диаметр: 30 мм | Дата выпуска: 5 ноября 2003                       | Масса: 16,2 г                | Гурт: гладкий                           |  |
| Вторая монета из серии «Художественные сокровища Австрии». Аверс: Знаменитый художник Венской школы (Viennese school Jugendstil) Густав Климт. Климт находится в своей студии и завершает работу над двумя картинами. К круглой монете адаптирована надпись нем. Republik Österreich (рус. Республика Австрия) и номинал «100 Euro». Реверс: Одна из знаменитых работ Климта, нем. Der Kuss (рус. Поцелуй), представлена на обороте монеты, Климт создал её в 1908 году в свой «золотой период». |                                                   |                              |                                         |  |

## Монеты 2004 года выпуска
| | Расширение Европейского союза                       |                              |                                         |  |
| Художники: Герберт Вайнер и Томас Песендорфер | Художники: Герберт Вайнер и Томас Песендорфер       | Австрийский монетный двор    | Австрийский монетный двор               |  |
| Номинал: €5 | Металл: Ag 800                                      | Тираж: 275 000 125 000       | Качество: UNC Special UNC               |  |
| Диаметр: 28,5 мм | Дата выпуска: 28 января 2004                        | Масса: 10 г                  | Гурт: гладкий                           |  |
| Реверс: Карта Европы, новые страны Евросоюза на ней обозначены небольшими флажками. Названия стран — новых членов Евросоюза написаны в нижней части монеты, каждая на своём языке. Присутствует логотип, обозначающий принадлежность монеты к Австрии. Кроме Австрии, подобные монеты выпустили несколько стран Европы. В левой верхней части монеты расположена надпись: нем. EU-Erweiterung (рус. Расширение ЕС). |                                                     |                              |                                         |  |
| |                                                     |                              |                                         |  |
| | 150-летие Альпийской железной дороге                |                              |                                         |  |
| Художники: Томас Песендорфер и Гельмут Андекслингер | Художники: Томас Песендорфер и Гельмут Андекслингер | Австрийский монетный двор    | Австрийский монетный двор               |  |
| Номинал: €25 | Металл: Ag 900 и Nb 998                             | Тираж: 50 000                | Качество: Special UNC                   |  |
| Диаметр: 34 мм | Дата выпуска: 19 февраля 2004                       | Масса: 17,15 г               | Гурт: гладкий                           |  |
| Биметаллическая монета из серебра и ниобия достоинством 25 евро. Цвет центральной части монеты из ниобия — зелёный. Аверс: Два локомотива — старинный и современный. Это символ совершенствования конструкции поездов с 1854 по 2004 год. Верхняя половина изображает современный поезд. Ниже показан первый локомотив альпийской железной дороги, построенный Вильгельмом фон Энгертом. На серебряном кольце монеты полукругом расположена надпись: нем. Republik Österreich (рус. Республика Австрия) и номинал «25 Euro». Реверс: Паровоз, вышедший из туннеля в Альпах. Круговая легенда гласит: нем. 150 jahre Semmeringbann (рус. 150 лет Альпийской железной дороге) |                                                     |                              |                                         |  |
| |                                                     |                              |                                         |  |
| | Йозеф Гайдн                                         |                              |                                         |  |
| Художник: Герберт Вайнер | Художник: Герберт Вайнер                            | Австрийский монетный двор    | Австрийский монетный двор               |  |
| Номинал: €50 | Металл: Au 986                                      | Тираж: 50 000                | Качество: Proof                         |  |
| Диаметр: 22 мм | Дата выпуска: 20 марта 2004                         | Масса: 10,14 г               | Гурт: гладкий                           |  |
| Первая монета в серии «Великие композиторы». Монета посвящена Йозефу Гайдну, одному из самых творческих и инновационных композиторов, у которого учились Моцарт и Бетховен. Аверс: Замок Эстерхази в городе Айзенштадт, где Гайдн жил и работал в течение многих лет. Над замком изображены ноты. В верхней части монеты расположена надпись: нем. Schloss Esterházy (рус. Замок Эстерхази). Полукругом изображена надпись: нем. Republik Österreich (рус. Республика Австрия) и номинал «50 Euro». Реверс: Портрет Гайдна вместе, его подпись и годы жизни «1732 1809». Слева и справа от портрета расположено имя композитора — Joseph Haydn (Йозеф Гайдн). |                                                     |                              |                                         |  |
| |                                                     |                              |                                         |  |
| | Замок Хельбрунн                                     |                              |                                         |  |
| Художники: Герберт Вайнер и Томас Песендорфер | Художники: Герберт Вайнер и Томас Песендорфер       | Австрийский монетный двор    | Австрийский монетный двор               |  |
| Номинал: €10 | Металл: Ag 925                                      | Тираж: 130 000 40 000 60 000 | Качество: UNC Special UNC Frosted Proof |  |
| Диаметр: 32 мм | Дата выпуска: 21 апреля 2004                        | Масса: 17,3 г                | Гурт: гладкий                           |  |
| Пятая монета из серии «Австрия и её народ. Замки Австрии». Монета была выпущена в честь замка Хелбрунн. Здание было построено Маркусом фон Хоэнемсом, архиепископом Зальцбурга с 1612 по 1619 годы, в стиле барокко и окружено великолепным садом. Замок находится в окрестностях Зальцбурга. Аверс: Путь к замку Хелбрунн от его двора. Замок расположен на фоне гор в Зальцбурге. В верхней части монеты отчеканена надпись: нем. Republik Österreich (рус. Республика Австрия). В нижней части монеты — название замка нем. Schloss Hellbrunn (рус. Замок Хелбрунн) и номинал «10 Euro». Реверс: Портрет архиепископа Маркуса фон Хоэнемса, составляющего план строительства собора Зальцбурга. На заднем плане «римский театр» в Хелбрунне. Также стоит надпись: нем. Erzhbishop Markus Sitticus von Hohenems 1612 - 1619 (рус. Епископ Маркус фон Хоэнемс 1612 - 1619). |                                                     |                              |                                         |  |
| |                                                     |                              |                                         |  |
| | 100-летие футболу                                   |                              |                                         |  |
| Художник: Герберт Вайнер | Художник: Герберт Вайнер                            | Австрийский монетный двор    | Австрийский монетный двор               |  |
| Номинал: €5 | Металл: Ag 800                                      | Тираж: 600 000 100 000       | Качество: UNC Special UNC               |  |
| Диаметр: 28,5 мм | Дата выпуска: 12 мая 2004                           | Масса: 10 г                  | Гурт: гладкий                           |  |
| Монета изображает футболистов (вид на поле из-за сетки ворот), на переднем плане вратарь. В нижней части монеты полукругом расположена надпись: нем. 100 jahre fussball (рус. 100 лет футболу). |                                                     |                              |                                         |  |
| |                                                     |                              |                                         |  |
| | Корабль «Новара»                                    |                              |                                         |  |
| Художники: Томас Песендорфер и Герберт Вайнер | Художники: Томас Песендорфер и Герберт Вайнер       | Австрийский монетный двор    | Австрийский монетный двор               |  |
| Номинал: €20 | Металл: Ag 900                                      | Тираж: 50 000                | Качество: Frosted Proof                 |  |
| Диаметр: 34 мм | Дата выпуска: 16 июня 2004                          | Масса: 20 г                  | Гурт: гладкий                           |  |
| Первая монета из серии «Австрия в открытом море». Аверс: Фрегат «Новара» под парусами во время своего кругосветного путешествия 1857—1859 годов. «Новара» стала первым судном Австро-венгерского флота, которое совершило кругосветное путешествие. Чайки вокруг корабля показывают близость к земле. В верхней части монеты расположена надпись: нем. Weltumsegelung der S.M.S. Novara 1857 - 1859 (рус. Кругосветное путешествие S.M.S. Новара 1857 - 1859). В нижней части монеты отчеканена надпись: нем. Republik Österreich (рус. Республика Австрия) и номинал «20 Euro». Реверс: Двойной портрет эрцгерцога Фердинанда Макса, командующего Австрийским флотом, и коммодора Бернхарда фон Вюллерсторф-Юрбэр, который командовал фрегатом «Новара» во время кругосветного плавания. Перед ними на столе глобус, модель большого корабля и инструменты навигации. В верхней части монеты полукругом расположена надпись: нем. Erzherzog Ferdinand Max Bernhard von Wüllerstorf-Urbair (рус. эрцгерцог Фердинанд Макс Бернхард фон Вюллерсторф-Юрбэр) |                                                     |                              |                                         |  |
| |                                                     |                              |                                         |  |
| | Корабль «Эрцгерцог Фердинанд Макс»                  |                              |                                         |  |
| Художники: Томас Песендорфер и Герберт Вайнер | Художники: Томас Песендорфер и Герберт Вайнер       | Австрийский монетный двор    | Австрийский монетный двор               |  |
| Номинал: €20 | Металл: Ag 900                                      | Тираж: 50 000                | Качество: Frosted Proof                 |  |
| Диаметр: 34 мм | Дата выпуска: 15 сентября 2004                      | Масса: 20 г                  | Гурт: гладкий                           |  |
| Вторая монета из серии «Австрия в открытом море». Аверс: Бронированный фрегат «Эрцгерцог Фердинанд Макс». Как и все ранние паровые суда, он имеет три мачты и паруса. Корабль был назван в честь морского главнокомандующего и брата императора эрцгерцога Фердинанда Макса. В верхней части монеты расположена надпись: нем. Panzerfregatth S.M.S. Erzherzog Ferdinand Max (рус. Бронированный фрегат S.M.S. Эрцгерцог Фердинанд Макс). В нижней части монеты отчеканена надпись: нем. Republik Österreich (рус. Республика Австрия) и номинал «20 Euro». Реверс: Контр-адмирал Вильгельм фон Тегетхофф с картины Антона Ромако стоит на мостике корабля «Эрцгерцог Фердинанд Макс». Перед ним четверо моряков поворачивают штурвал. Надпись, расположенная в верхней части монеты, гласит: нем. Admiral Wilhelm von Tegetthoff (рус. Адмирал Вильгельм фон Тегетхофф). |                                                     |                              |                                         |  |
| |                                                     |                              |                                         |  |
| | Замок Арстеттен                                     |                              |                                         |  |
| Художники: Томас Песендорфер и Герберт Вайнер | Художники: Томас Песендорфер и Герберт Вайнер       | Австрийский монетный двор    | Австрийский монетный двор               |  |
| Номинал: €10 | Металл: Ag 925                                      | Тираж: 130 000 40 000 60 000 | Качество: UNC Special UNC Frosted Proof |  |
| Диаметр: 32 мм | Дата выпуска: 13 октября 2004                       | Масса: 17,3 г                | Гурт: гладкий                           |  |
| Шестая монета из серии «Австрия и её народ. Замки Австрии». Аверс: Замок Арстеттен, который расположен над Дунаем в местности, известной как Вахау. Здание, построенное в XIII веке, сегодня представляет собой типичный замок с угловыми башнями и уникальными куполами. В верхней части монеты расположены надписи: нем. Republik Österreich (рус. Республика Австрия), нем. Schloss Artstetten (рус. Замок Арстеттен). В нижней части монеты указан номинал — «10 Euro». Реверс: Вход в склеп семьи Гогенбергов. Присутствуют два портрета в левом поле монеты, которые изображают эрцгерцога Франца Фердинанда и его жену Софию, герцогиню Гогенберг. В верхней части монеты полукругом расположена надпись: нем. Erzherzog Franz Ferdinand, Erzherzogin Sophie von Hohenberg (рус. Эрцгерцог Франц Фердинанд, Эрцгерцогиня София фон Гогенберг). |                                                     |                              |                                         |  |
| |                                                     |                              |                                         |  |
| | Венский Сецессион                                   |                              |                                         |  |
| Художник: Гельмут Андекслингер | Художник: Гельмут Андекслингер                      | Австрийский монетный двор    | Австрийский монетный двор               |  |
| Номинал: €100 | Металл: Au 986                                      | Тираж: 30 000                | Качество: Proof                         |  |
| Диаметр: 30 мм | Дата выпуска: 10 ноября 2004                        | Масса: 16,22 г               | Гурт: гладкий                           |  |
| Первая монета из серии «Венский модерн». Аверс: Вид на выставочный зал Сецессиона, который находится в Вене. Сецессион переводится как «раскол», как это было в прошлом, когда здесь работали непризнанные художники, которые разработали дизайн здания. В верхней части монеты расположена надпись: нем. Republik Österreich (рус. Республика Австрия), внизу указан номинал монеты — «100 Euro». Реверс: Малая часть всемирно известной галереи Густава Климта «Фриз Бетховена». На монете изображена часть картины: рыцарь в доспехах, представляющий «Силу», первая женщина в фоновом режиме, символизирующая «Амбицию», держит в руках венок победы. Вторая женщина, представляющая «Симпатию», стоит с опущенной головой и сложенными руками. Надпись в правой части монеты: нем. Beethovenfries (рус. Бетховенский фриз). |                                                     |                              |                                         |  |

## Монеты 2005 года выпуска
| | 100 лет катанию на лыжах                                          |                              |                                         |  |
| Художник: Герберт Вайнер | Художник: Герберт Вайнер                                          | Австрийский монетный двор    | Австрийский монетный двор               |  |
| Номинал: €5 | Металл: Ag 800                                                    | Тираж: 500 000 100 000       | Качество: UNC Special UNC               |  |
| Диаметр: 28,5 мм | Дата выпуска: 26 января 2005                                      | Масса: 10 г                  | Гурт: гладкий                           |  |
| Реверс: Дизайн монеты изображает кристалл, который символизирует зимние виды спорта, на фоне которого изображён лыжник. |                                                                   |                              |                                         |  |
| |                                                                   |                              |                                         |  |
| | Людвиг Ван Бетховен                                               |                              |                                         |  |
| Художники: Гельмут Андекслингер и Герберт Вайнер | Художники: Гельмут Андекслингер и Герберт Вайнер                  | Австрийский монетный двор    | Австрийский монетный двор               |  |
| Номинал: €50 | Металл: Au 986                                                    | Тираж: 50 000                | Качество: Proof                         |  |
| Диаметр: 22 мм | Дата выпуска: 16 февраля 2005                                     | Масса: 10,14 г               | Гурт: гладкий                           |  |
| Вторая монета из серии «Великие композиторы». Аверс: Фасад Дворца Лобковиц и титульный лист «Героической» симфонии Бетховена, с пером ниже. В верхней части монеты стоит надпись: нем. Republik Österreich (рус. Республика Австрия), внизу расположен номинал «50 Euro». Реверс: Портрет Бетховена, его подпись, а также годы жизни (1770—1827). Рисунок Августа Клобера выполненный в 1818 году, послужил моделью для портрета. Сверху полукругом расположена надпись: нем. Ludwig van Beethoven (рус. Людвиг Ван Бетховен) |                                                                   |                              |                                         |  |
| |                                                                   |                              |                                         |  |
| | 50 лет телевидению                                                |                              |                                         |  |
| Художник: Гельмут Андекслингер | Художник: Гельмут Андекслингер                                    | Австрийский монетный двор    | Австрийский монетный двор               |  |
| Номинал: €25 | Металл: Ag 900 и Nb 998                                           | Тираж: 65 000                | Качество: Special UNC                   |  |
| Диаметр: 34 мм | Дата выпуска: 9 марта 2005                                        | Масса: 17,15 г               | Гурт: гладкий                           |  |
| Аверс: Средняя часть лицевой стороны монеты фиолетового цвета из ниобия изображает тестовую карту, которая впервые была использована в 1950 году для калибровки телевизора. По серебряному ободу стоит надпись: нем. Republik Österreich (рус. Республика Австрия) и номинал «25 Euro». Реверс: Фрагмент мира в фоновом режиме на ядре ниобия. На переднем плане изображена небольшая телевизионная антенна, в период раннего аналогового телевидения служащая средством для приёма сигнала. Во внешнем серебряном круге изображены несколько вех из истории телевидения: старый телевизор, старый фотоаппарат, члены семьи, использующие пульт дистанционного управления, и, наконец, комната, в которой телеканал настраивается спутниковой антенной. Также на ободе монеты из серебра, присутствует надпись нем. 50 Jahre Fernsehen (рус. 50 лет Телевидению). |                                                                   |                              |                                         |  |
| |                                                                   |                              |                                         |  |
| | 60 лет Второй республике                                          |                              |                                         |  |
| Художники: Гельмут Андекслингер и Герберт Вайнер | Художники: Гельмут Андекслингер и Герберт Вайнер                  | Австрийский монетный двор    | Австрийский монетный двор               |  |
| Номинал: €10 | Металл: Ag 925                                                    | Тираж: 130 000 40 000 60 000 | Качество: Circulation UNC Frosted Proof |  |
| Диаметр: 32 мм | Дата выпуска: 11 мая 2005                                         | Масса: 17,3 г                | Гурт: гладкий                           |  |
| Первая монета из серии «60 лет Второй республике». Аверс: Фигура Афины-Паллады, греческой богини мудрости, стоящая перед зданием парламента в Вене. Она представляет собой символ Австрийской Республики и окружена гербами 9 федеральных земель. В верхней части монеты расположена надпись: нем. Republik Österreich (рус. Республика Австрия), за фигурой Афины находится номинал монеты — «10 Euro». Реверс: здание парламента Австрии со сломанной цепью и ликующая толпа граждан. Разорванная цепь, символизирующая освобождение Австрии, также присутствует на когтях австрийского национального орла. Под сломанной цепью надпись нем. 60 Jahre Zweite Republik (рус. 60 лет Второй республике). |                                                                   |                              |                                         |  |
| |                                                                   |                              |                                         |  |
| | Гимн Европы, написанный Людвигом ван Бетховеном                   |                              |                                         |  |
| Художник: Герберт Вайнер | Художник: Герберт Вайнер                                          | Австрийский монетный двор    | Австрийский монетный двор               |  |
| Номинал: €5 | Металл: Ag 800                                                    | Тираж: 275 000 125 000       | Качество: UNC Special UNC               |  |
| Диаметр: 28,5 мм | Дата выпуска: 11 мая 2005                                         | Масса: 10 г                  | Гурт: гладкий                           |  |
| Реверс: Старый Театр Kärntnertor, который находится в земле Каринтия. Также на монеты изображены ворота, которые стояли возле нынешнего оперного театра до 1870 года. Именно в этом театре впервые были публично исполнены симфонии Бетховена: Симфония № 9 и Ода к радости. Портрет Бетховена, с нотой хоровой темы его симфонии, расположен в правой нижней части монеты. В верхней части монеты стоит надпись: нем. Beethoven Vien (рус. Бетховен Вена), надпись над портретом Бетховена: нем. Europa hymne (рус. Гимн Европы). |                                                                   |                              |                                         |  |
| |                                                                   |                              |                                         |  |
| | Корабль Адмирал Тегетхофф — Австро-Венгерская полярная экспедиция |                              |                                         |  |
| Художники: Томас Песендорфер и Герберт Вайнер | Художники: Томас Песендорфер и Герберт Вайнер                     | Австрийский монетный двор    | Австрийский монетный двор               |  |
| Номинал: €20 | Металл: Ag 900                                                    | Тираж: 50 000                | Качество: Frosted Proof                 |  |
| Диаметр: 34 мм | Дата выпуска: 8 июня 2005                                         | Масса: 20 г                  | Гурт: гладкий                           |  |
| Третья монета из серии «Австрия в открытом море». Аверс: Корабль «Адмирал Тегетхофф», который был построен в городе Бремерхафен (Германия), специально для австро-венгерской полярной экспедиции. Корабль изображён в начале пути, входящий в холодные воды за Северным Полярным кругом. Корабль был назван в честь одного из самых известных адмиралов Австрии: Вильгельма фон Тегетхоффа. В верхней части монеты над кораблём расположена надпись: нем. Expeditionsschiff Admiral Tegetthoff (рус. Экспедиционное судно Адмирал Тегетхофф). В нижней части монеты стоит надпись: нем. Republik Österreich (рус. Республика Австрия) и номинал «20 Euro». Реверс: Экспедиция во главе с командующим военно-морской экспедиции, Карлом Вайпрехтом и первым лейтенантом, Юлиусом фон Пайером. Исследователи стоят на льду Арктического моря, а корабль расположен за ними. В верхней части монеты стоит надпись: нем. Julius von Payer Karl Weyprecht (рус. Юлиус фон Пайер Карл Вайпрехт). |                                                                   |                              |                                         |  |
| |                                                                   |                              |                                         |  |
| | Крейсер Санкт Георг                                               |                              |                                         |  |
| Художник: Томас Песендорфер | Художник: Томас Песендорфер                                       | Австрийский монетный двор    | Австрийский монетный двор               |  |
| Номинал: €20 | Металл: Ag 900                                                    | Тираж: 50 000                | Качество: Frosted Proof                 |  |
| Диаметр: 34 мм | Дата выпуска: 14 сентября 2005                                    | Масса: 20 г                  | Гурт: гладкий                           |  |
| Четвёртая монета из серии «Австрия в открытом море». Аверс: Крейсер «Санкт-Георг», плывущий в Нью-Йорк 17 мая 1907 года, во время прохождения перед памятником Статуи Свободы. Это произошло во время последнего визита австрийского военного корабля в США. В верхней части монеты расположена надпись: нем. Panzer kreuzer sms st. Georg (рус. Броненосный крейсер Санкт-Георг). В нижней части монеты стоит надпись: нем. Republik Österreich (рус. Республика Австрия) и номинал «20 Euro». Реверс: Морской арсенал базы Пула, одно из основных зданий военно-морской базы австро-венгерского флота, начиная с середины девятнадцатого века. Санкт-Георг стоит в одном из доков. На переднем плане пароход. В верхней части монеты стоит надпись: нем. Seearsenal pola (рус. Военно-морской арсенал полярных экспедиций). |                                                                   |                              |                                         |  |
| |                                                                   |                              |                                         |  |
| | Открытие Бургтеатра и Венской государственной оперы в 1955 году   |                              |                                         |  |
| Художники: Гельмут Андекслингер и Герберт Вайнер | Художники: Гельмут Андекслингер и Герберт Вайнер                  | Австрийский монетный двор    | Австрийский монетный двор               |  |
| Номинал: €10 | Металл: Ag 925                                                    | Тираж: 130 000 40 000 60 000 | Качество: UNC Special UNC Frosted Proof |  |
| Диаметр: 32 мм | Дата выпуска: 12 октября 2005                                     | Масса: 17,3 г                | Гурт: гладкий                           |  |
| Вторая монета из серии «60 лет Второй республике». Монета посвящена 50-летию повторного открытия восстановленного Национального театра (Бургтеатра) и Национальной оперы. Аверс: Два здания, Национальная опера немного позади Оперного театра. В нижней части монеты расположена надпись: нем. Republik Österreich (рус. Республика Австрия) и номинал «10 Euro» Реверс: Два типичных символа театра — маски комедии и трагедии, и надпись по ободу монеты: нем. Wiedereröffnung von und Burg Oper 1955 (рус. Повторное открытие Национального театра и оперы, 1955). |                                                                   |                              |                                         |  |
| |                                                                   |                              |                                         |  |
| | Собор Штейнгоф                                                    |                              |                                         |  |
| Художники: Томас Песендорфер и Гельмут Андекслингер | Художники: Томас Песендорфер и Гельмут Андекслингер               | Австрийский монетный двор    | Австрийский монетный двор               |  |
| Номинал: €100 | Металл: Au 986                                                    | Тираж: 30 000                | Качество: Proof                         |  |
| Диаметр: 30 мм | Дата выпуска: 9 ноября 2005                                       | Масса: 16,22 г               | Гурт: гладкий                           |  |
| Вторая монета из серии «Венский модерн». Аверс: Главный вход в собор Штейнгоф. В верхней части монеты расположена надпись: нем. Republik Österreich (рус. Республика Австрия), внизу указан номинал монеты — «100 Euro». Реверс: Витраж работы Коломана Мозера над главным входом. В центральной части монеты Бог Отец, сидящий на троне. Окно обрамлено парой бронзовых ангелов в стиле модерн, рисунок разработан дизайнером Отмаром Шмитцковичем. |                                                                   |                              |                                         |  |

## Монеты 2006 года выпуска
| | Председательство Австрии в ЕС                           |                              |                                         |  |
| Художники: Герберт Вайнер и Гельмут Андекслингер | Художники: Герберт Вайнер и Гельмут Андекслингер        | Австрийский монетный двор    | Австрийский монетный двор               |  |
| Номинал: €5 | Металл: Ag 800                                          | Тираж: 250 000 100 000       | Качество: UNC Special UNC               |  |
| Диаметр: 28,5 мм | Дата выпуска: 18 января 2006                            | Масса: 10 г                  | Гурт: гладкий                           |  |
| Реверс: Императорский дворец Хофбург. Конная статуя Иосифа II в центре монеты перед дворцом Хофбург. Справа — крыло дворца, в котором содержится Испанская школа верховой езды и также располагаются бальные залы. Надпись в верхней части монеты: нем. Österreichische Präsidentschaft im rat der EU (рус. Председательство Австрии в ЕС). В нижней части монеты — название площади Вены: Josefsplatz. |                                                         |                              |                                         |  |
| |                                                         |                              |                                         |  |
| | Вольфганг Амадей Моцарт                                 |                              |                                         |  |
| Художники: Гельмут Андекслингер и Герберт Вайнер | Художники: Гельмут Андекслингер и Герберт Вайнер        | Австрийский монетный двор    | Австрийский монетный двор               |  |
| Номинал: €50 | Металл: Au 986                                          | Тираж: 50 000                | Качество: Proof                         |  |
| Диаметр: 22 мм | Дата выпуска: 1 февраля 2006                            | Масса: 10,14 г               | Гурт: гладкий                           |  |
| Третья монета из серии «Великие композиторы». Аверс: Улица Гетрайдегассе в Зальцбурге. На переднем плане дом, где родился Моцарт, а улица Гетрайдегассе показана с правой стороны. Также стоит надпись: нем. Republik Österreich (рус. Республика Австрия) и номинал «50 Euro». Реверс: Портрет Моцарта. Слева в фоновом режиме его отец, Леопольд Моцарт, также музыкант. Леопольд держит легко узнаваемый уникальный музыкальный подарок сына, который дал ему надлежащие инструкции и руководства. Их портреты сделаны на основе современных картин. Надпись по ободу: нем. Leopold Wolfgang Amadeus Mozart (рус. Леопольд и Вольфганг Амадей Моцарт) и номинал 50 евро.                                                                                       |                                                         |                              |                                         |  |
| |                                                         |                              |                                         |  |
| | Европейская спутниковая навигация                       |                              |                                         |  |
| Художники: Герберт Вайнер и Томас Песендорфер | Художники: Герберт Вайнер и Томас Песендорфер           | Австрийский монетный двор    | Австрийский монетный двор               |  |
| Номинал: €25 | Металл: Ag 900 и Nb 998                                 | Тираж: 65 000                | Качество: Special UNC                   |  |
| Диаметр: 34 мм | Дата выпуска: 1 марта 2006                              | Масса: 17,15 г               | Гурт: гладкий                           |  |
| Монета имеет серебряное кольцо и среднюю часть из ниобия «золотисто-коричневого цвета». Аверс: В центральной части монеты изображена Роза ветров с указанием всех сторон света. Надпись показывает точное расположение координат Австрийского монетного двора в Вене. Также стоит надпись: нем. Republik Österreich (рус. Республика Австрия) и номинал «25 Euro». Реверс: Центральная часть из ниобия изображает Глобальную навигационную спутниковую навигацию на орбите Земли. На серебряном кольце изображены различные транспортные средства (самолёт, контейнеровоз, поезд и грузовик), для которых была разработана спутниковая навигация. По ободу монеты надпись нем. Europäische satellitennavigation (рус. Европейская спутниковая навигация)          |                                                         |                              |                                         |  |
| |                                                         |                              |                                         |  |
| | Аббатство Нонберг                                       |                              |                                         |  |
| Художник: Томас Песендорфер | Художник: Томас Песендорфер                             | Австрийский монетный двор    | Австрийский монетный двор               |  |
| Номинал: €10 | Металл: Ag 925                                          | Тираж: 130 000 40 000 60 000 | Качество: UNC Special UNC Frosted Proof |  |
| Диаметр: 32 мм | Дата выпуска: 5 апреля 2006                             | Масса: 17,3 г                | Гурт: гладкий                           |  |
| Первая монета из серии «Австрия и её народ. Знаменитые аббатства Австрии». Аверс: Бенедиктинский монастырь Нонберг. На вершине холма на фоне замка Хоэнзальцбург видна церковь Каджетанер. Надпись в верхней части монеты: нем. Benediktinerinnenabtei Nonnberg (рус. Бендектинское аббатство Ноннберг). Также стоит надпись: нем. Republik Österreich (рус. Республика Австрия) и номинал «10 Euro». Реверс: Склеп, посвящённый святой Эрентрудис, племяннице святого Руперта, изображена статуя первой настоятельницы монастыря. Рядом со статуей надпись Erentrudis («Эрентрудис»). |                                                         |                              |                                         |  |
| |                                                         |                              |                                         |  |
| | 250-летняя годовщина рождения Вольфганга Амадея Моцарта |                              |                                         |  |
| Художники: Герберт Вайнер и Гельмут Андекслингер | Художники: Герберт Вайнер и Гельмут Андекслингер        | Австрийский монетный двор    | Австрийский монетный двор               |  |
| Номинал: €5 | Металл: Ag 800                                          | Тираж: 375 000 125 000       | Качество: UNC Special UNC               |  |
| Диаметр: 28,5 мм | Дата выпуска: 10 мая 2006                               | Масса: 10 г                  | Гурт: гладкий                           |  |
| В 2006 году мир праздновал двести пятидесятую годовщину со дня рождения Моцарта, эта монета была выпущена к этому юбилею. Реверс: Портрет Моцарта и собор в Зальцбурге на заднем плане. На монете изображены символ евро и европейские звёзды, что характеризует монету в рамках серии «Европа», отчеканенную в ряде стран Евросоюза. Надпись в верхней части монеты: нем. Wolfgang Amadeus Mozart (рус. Вольфганг Амадей Моцарт). |                                                         |                              |                                         |  |
| |                                                         |                              |                                         |  |
| | Австрийский торговый флот                               |                              |                                         |  |
| Художники: Гельмут Андекслингер и Герберт Вайнер | Художники: Гельмут Андекслингер и Герберт Вайнер        | Австрийский монетный двор    | Австрийский монетный двор               |  |
| Номинал: €20 | Металл: Ag 900                                          | Тираж: 50 000                | Качество: Frosted Proof                 |  |
| Диаметр: 34 мм | Дата выпуска: 7 июня 2006                               | Масса: 20 г                  | Гурт: гладкий                           |  |
| Пятая монета из серии «Австрия в открытом море». Аверс: Корабль «Кайзер Франц Иосиф I» (названный в честь Франца Иосифа I), крупнейший и самый быстрый в составе Австрийского флота, во время похода в город Триест. На заднем плане можно увидеть корабль «Ллойд Брюнн», прибывающий в порт и здания в береговой полосе. Надпись в верхней части монеты: нем. Österreichische handelsmarine (рус. Австрийский торговый флот). Также стоит надпись: нем. Republik Österreich (рус. Республика Австрия) и номинал «20 Euro». Реверс: Вид на порт Триест. Гавань полна пароходов и парусных кораблей. На переднем плане справа изображены старые вещи времени Австро-Венгерской империи. Надпись в верхней части монеты: нем. Hafen von Triest (рус. Порт Триеста). |                                                         |                              |                                         |  |
| |                                                         |                              |                                         |  |
| | Корабль Viribus Unitis                                  |                              |                                         |  |
| Художники: Гельмут Андекслингер и Томас Песендорфер | Художники: Гельмут Андекслингер и Томас Песендорфер     | Австрийский монетный двор    | Австрийский монетный двор               |  |
| Номинал: €20 | Металл: Ag 900                                          | Тираж: 50 000                | Качество: Frosted Proof                 |  |
| Диаметр: 34 мм | Дата выпуска: 13 сентября 2006                          | Масса: 20 г                  | Гурт: гладкий                           |  |
| Монета стала шестой и последней из серии «Австрия в открытом море». Аверс: Флагман «Viribus Unitis» с палубы корабля сопровождающего его в походе. Два других корабля старшего класса присутствуют на заднем плане. В верхней части монеты название корабля S.M.S. Viribus Unitis. Также стоит надпись: нем. Republik Österreich (рус. Республика Австрия) и номинал «20 Euro». Реверс: Дань традициям военно-морского флота Австро-Венгрии, изображён корабль с передней стороны. Монета выпущена не только в память о корабле Viribus Unitis, а также участию австро-венгерского флота в Первой мировой войне. В верхней правой части монеты надпись нем. Kriegsmarine (рус. Военно-морской флот).                                                              |                                                         |                              |                                         |  |
| |                                                         |                              |                                         |  |
| | Аббатство Готтвейг                                      |                              |                                         |  |
| Художники: Герберт Вайнер и Томас Песендорфер | Художники: Герберт Вайнер и Томас Песендорфер           | Австрийский монетный двор    | Австрийский монетный двор               |  |
| Номинал: €10 | Металл: Ag 925                                          | Тираж: 130 000 40 000 60 000 | Качество: UNC Special UNC Frosted Proof |  |
| Диаметр: 32 мм | Дата выпуска: 11 октября 2006                           | Масса: 17,3 г                | Гурт: гладкий                           |  |
| Вторая монета из серии «Австрия и её народ. Знаменитые аббатства Австрии». Аверс: Аббатство с крепостными башнями на вершине холма, в окружении деревьев и виноградников. Надпись в верхней части монеты: нем. Benediktinerstift Göttweig (рус. Бенедиктинское аббатство Готтвейг). Также стоит надпись: нем. Republik Österreich (рус. Республика Австрия) и номинал «10 Euro». Реверс: Императорские Лестницы, которые ведут к квартирам в Великом аббатстве. Квартиры в Готтвейг были подготовлены для императора Карла VI. Его портрет изображён на переднем плане. Надпись в нижней части монеты: нем. Kaiserstiege Carolus (рус. Императорская лестница Карла).                                                                                             |                                                         |                              |                                         |  |
| |                                                         |                              |                                         |  |
| | Венские речные ворота                                   |                              |                                         |  |
| Художник: Гельмут Андекслингер | Художник: Гельмут Андекслингер                          | Австрийский монетный двор    | Австрийский монетный двор               |  |
| Номинал: €100 | Металл: Au 986                                          | Тираж: 30 000                | Качество: Proof                         |  |
| Диаметр: 30 мм | Дата выпуска: 8 ноября 2006                             | Масса: 16,22 г               | Гурт: гладкий                           |  |
| Третья монета из серии «Венский модерн». Речные ворота, которые были построены в период с 1903 по 1906 годы и были открыты для широкой общественности с 15 ноября 1906 года. В рамках празднования столетия с их открытия, в 2006 году ворота были выбраны в качестве основного мотива для выпуска этой монеты. Аверс: Ворота в более заметную сторону, где река соседствует с Венским Городским парком. Также стоит надпись: нем. Republik Österreich (рус. Республика Австрия) и номинал «100 Euro». Реверс: Один из входов с улицы. В целом, ворота представляют собой одно из самых красивых сооружений в стиле модерн, которые видны с многих точек в Вене. Надпись в нижней части монеты: нем. Wienfluss-Portal (рус. Венские речные ворота).               |                                                         |                              |                                         |  |

## Монеты 2007 года выпуска
| | 100 лет Всеобщему избирательному праву              |                              |                                         |  |
| Художник: Герберт Вайнер | Художник: Герберт Вайнер                            | Австрийский монетный двор    | Австрийский монетный двор               |  |
| Номинал: €5 | Металл: Ag 800                                      | Тираж: 150 000 100 000       | Качество: UNC Special UNC               |  |
| Диаметр: 28,5 мм | Дата выпуска: 10 января 2007                        | Масса: 10 г                  | Гурт: гладкий                           |  |
| К концу XIX века, Австрийская половина двуединой монархии начала двигаться в направлении конституционализма. В Австро-Венгрии был введён конституционный строй с парламентом (рейхсрат), и в 1867 году был принят Билль о правах. В закон об Избирательном праве поправки вносились в нижней палате рейхстага, результатом чего в 1907 году было введено равное избирательное право для всех граждан мужского пола. Реверс: На переднем плане 2 овальных портрета Франца Иосифа I и барона Макса фон Бека, авторов реформы избирательного права. Надпись в верхней части монеты: нем. 100 jahre wahlrechtsreform (рус. 100 лет реформе избирательного права), Надпись в нижней части монеты: нем. Kaiser Franz Josef I. Freiher von Beck (рус. Франц Иосиф I. Барон фон Бек). Дизайн монеты основан на исторической фотографии открытия сессии парламента в 1907 году после выборов.                                                        |                                                     |                              |                                         |  |
| |                                                     |                              |                                         |  |
| | Герард ван Свитен                                   |                              |                                         |  |
| Художник: Гельмут Андекслингер | Художник: Гельмут Андекслингер                      | Австрийский монетный двор    | Австрийский монетный двор               |  |
| Номинал: €50 | Металл: Au 986                                      | Тираж: 50 000                | Качество: Proof                         |  |
| Диаметр: 22 мм | Дата выпуска: 31 января 2007                        | Масса: 10,14 г               | Гурт: гладкий                           |  |
| Первая монета серии «Знаменитые врачи Австрии». Герард ван Свитен родился в Нидерландах. Мария Терезия выбрала его своим личным врачом, затем он стал основателем Первой Венской школы медицины. Его наследие в мире медицины огромно и поэтому его выбрали для первой монеты в новой серии золотых монет «Знаменитые врачи Австрии». Аверс: Портрет Герарда ван Свитена с книгой. Надпись в верхней части монеты: Gerard van Swieten (Герард ван Свитен). Также стоит надпись: нем. Republik Österreich (рус. Республика Австрия) и номинал «50 Euro». Реверс: Здание Австрийской академия наук, рукописный текст реформы: нем. Planen pour la Faculté de Medizin (рус. План набора факультета медицины). Текст слева по ободу: нем. Akademie der wissenschaften (рус. Академия наук), справа — ветка растения из рода Swietenia, семейства Мелиевых и надпись Swietenia mahagoni отделены полукругом.                                     |                                                     |                              |                                         |  |
| |                                                     |                              |                                         |  |
| | Австрийская авиация                                 |                              |                                         |  |
| Художники: Герберт Вайнер и Томас Песендорфер | Художники: Герберт Вайнер и Томас Песендорфер       | Австрийский монетный двор    | Австрийский монетный двор               |  |
| Номинал: €25 | Металл: Ag 900 и Nb 998                             | Тираж: 65 000                | Качество: Special UNC                   |  |
| Диаметр: 34 мм | Дата выпуска: 28 февраля 2007                       | Масса: 16,5 г                | Гурт: гладкий                           |  |
| Аверс: Вид на кабину современного пассажирского самолёта. Также стоит надпись: нем. Republik Österreich (рус. Республика Австрия) и номинал «25 Euro». Реверс: лётчик Иго Этрих-Таубе, а также его планер Zanonia — и в котором Иго Этрих-Таубе сидит в открытой кабине. Надпись в верхней части монеты: нем. Luftfahrt in Österreich (рус. Авиация в Австрии). |                                                     |                              |                                         |  |
| |                                                     |                              |                                         |  |
| | Аббатство Мельк                                     |                              |                                         |  |
| Художники: Томас Песендорфер и Герберт Вайнер | Художники: Томас Песендорфер и Герберт Вайнер       | Австрийский монетный двор    | Австрийский монетный двор               |  |
| Номинал: €10 | Металл: Ag 925                                      | Тираж: 130 000 40 000 60 000 | Качество: UNC Special UNC Frosted Proof |  |
| Диаметр: 32 мм | Дата выпуска: 18 апреля 2007                        | Масса: 17,3 г                | Гурт: гладкий                           |  |
| Третья монета из серии «Австрия и её народ. Знаменитые аббатства Австрии». Аверс: Фасад монастырской церкви с 2 боковыми крыльями низкого уровня. Изображены двойная барочная башня и большой купол церкви. В правом нижнем углу предметы из аббатства Мельк (в том числе крест Св. Петра). Надпись, разделённая башней нем. Stift Melk (рус. Аббатство Мельк). Также стоит надпись: нем. Republik Österreich (рус. Республика Австрия) и номинал «10 Euro». Реверс: Обращает взгляд на центральный купол церкви; картина неба художника Иоганна Михаэля Роттмайера. Трёхмерный эффект креста этого аббатства достигается усилиями гравёра, также на переднем плане присутствует надпись на монете: нем. Das Kreuz Melker (рус. Крест аббатства Мельк). Эта драгоценная реликвия из казны аббатства Мельк является работой четырнадцатого века и изготовлена из золота и драгоценных камней.                                                |                                                     |                              |                                         |  |
| |                                                     |                              |                                         |  |
| | Базилика Рождества Девы Марии в Мариацелле          |                              |                                         |  |
| Художники: Герберт Вайнер и Томас Песендорфер | Художники: Герберт Вайнер и Томас Песендорфер       | Австрийский монетный двор    | Австрийский монетный двор               |  |
| Номинал: €5 | Металл: Ag 800                                      | Тираж: 450 000 100 000       | Качество: UNC Special UNC               |  |
| Диаметр: 28,5 мм | Дата выпуска: 9 мая 2007                            | Масса: 10 г                  | Гурт: гладкий                           |  |
| Базилика Мариазель (также называется как Базилика Мария Гебурт или Базилика Рождества Девы Марии) находится в городе Мариацелль и это самое важное для паломничества место в Австрии, одно из самых известных в Европе. В церкви находится прекрасный деревянный образ Богородицы. Реверс: Фасад базилики с характерной центральной готической башней в окружении двух барочных башен. Надпись в верхней части монеты: нем. 850 jahre Mariazell (рус. 850 лет базилике Мариазель). |                                                     |                              |                                         |  |
| |                                                     |                              |                                         |  |
| | Железная дорога императора Фердинанда               |                              |                                         |  |
| Художники: Томас Песендорфер и Гельмут Андекслингер | Художники: Томас Песендорфер и Гельмут Андекслингер | Австрийский монетный двор    | Австрийский монетный двор               |  |
| Номинал: €20 | Металл: Ag 900                                      | Тираж: 50 000                | Качество: Frosted Proof                 |  |
| Диаметр: 34 мм | Дата выпуска: 13 июня 2007                          | Масса: 20 г                  | Гурт: гладкий                           |  |
| Первая монета из серии «Австрийские железные дороги». Аверс: Первый паровоз в империи и надпись нем. Republik Österreich (рус. Республика Австрия) на фоне вагонов первого, второго и третьего класса, кроме того, указан номинал: «20 Euro». Надпись в нижней части монеты: нем. Dampflokomotive. Österreich. 1837 (рус. Паровоз. Австрия. 1837 год). Реверс: Поезд на мосту через Дунай на первых публичных поездках из Северного вокзала в Вене в Дойч-Ваграм 6 января 1838 года. Это вызвало настоящую сенсацию, это смотрели и приветствовали толпы зрителей по всему маршруту. По окружности сверху вниз надпись: нем. Kaiser-Ferdinands-Nordbahn (рус. Императорская Северная железная дорога Фердинанда). |                                                     |                              |                                         |  |
| |                                                     |                              |                                         |  |
| | Железная дорога Вена-Триест                         |                              |                                         |  |
| Художники: Герберт Вайнер и Томас Песендорфер | Художники: Герберт Вайнер и Томас Песендорфер       | Австрийский монетный двор    | Австрийский монетный двор               |  |
| Номинал: €20 | Металл: Ag 900                                      | Тираж: 50 000                | Качество: Frosted Proof                 |  |
| Диаметр: 34 мм | Дата выпуска: 12 сентября 2007                      | Масса: 20 г                  | Гурт: гладкий                           |  |
| Вторая монета из серии «Австрийские железные дороги». Аверс: Паровоз «Штайнбрюк» на железнодорожном вокзале Земмерингской железной дороги в фоновом режиме. Двигатель паровоза «Штайнбрюк» сегодня находится в Техническом музее Вены. Это самый старый действующий паровоз, построенный в Австрии: он был построен в 1848 году для Австрийской Южной железной дороги. Надпись в верхней части монеты: нем. Republik Österreich (рус. Республика Австрия) и номинал «20 Euro». Надпись в нижней части монеты: нем. Dampf-lokomotive. Steinbrück. 1848 (рус. Паровоз. Штайнбрюк. 1848). Реверс: Гавань города Триест и локомотив типа 17c372, стоящий на эстакаде, ведущей к железнодорожной станции. Также изображены парусные суда. Надпись в верхней части монеты: нем. K.K. Südbahn Wien - Triest (рус. Южная железная дорога Вена - Триест). Надпись в нижней части монеты: нем. Dampflokomotive. 17c372 (рус. Паровоз. модели 17c372). |                                                     |                              |                                         |  |
| |                                                     |                              |                                         |  |
| | Аббатство Святого Пауля в городе Лаванталь          |                              |                                         |  |
| Художники: Томас Песендорфер и Герберт Вайнер | Художники: Томас Песендорфер и Герберт Вайнер       | Австрийский монетный двор    | Австрийский монетный двор               |  |
| Номинал: €10 | Металл: Ag 925                                      | Тираж: 130 000 40 000 60 000 | Качество: UNC Special UNC Frosted Proof |  |
| Диаметр: 32 мм | Дата выпуска: 10 октября 2007                       | Масса: 17,3 г                | Гурт: гладкий                           |  |
| Четвёртая монета из серии «Австрия и её народ. Знаменитые аббатства Австрии». Аверс: Вид на монастырь, находящийся на лесистом холме над городом. Надпись в верхней части монеты: нем. St. Paul im Lavantal (рус. Святой Пауль в Лаванталь). Надпись в нижней части монеты: нем. Republik Österreich (рус. Республика Австрия) и номинал «10 Euro». Реверс: Южный портал церкви, построенный в 1618 году. |                                                     |                              |                                         |  |
| |                                                     |                              |                                         |  |
| | Венская архитектура                                 |                              |                                         |  |
| Художники: Томас Песендорфер и Гельмут Андекслингер | Художники: Томас Песендорфер и Гельмут Андекслингер | Австрийский монетный двор    | Австрийский монетный двор               |  |
| Номинал: €100 | Металл: Au 986                                      | Тираж: 30 000                | Качество: Proof                         |  |
| Диаметр: 30 мм | Дата выпуска: 7 ноября 2007                         | Масса: 16,227 г              | Гурт: гладкий                           |  |
| Четвёртая и последняя монета в серии «Венский модерн». Аверс: Здания с полукруглыми углами обоих крыльев. В центре работа скульптора Отмара Шмитцковича. Надпись в верхней части монеты: нем. Republik Österreich (рус. Республика Австрия) и номинал «100 Euro». Реверс: Лифт в подъезде дома, его железные ворота и ограды украшены лучшим дизайном стиля модерн. В левой части монеты образец золотых изделий работы Коломана Мозера. |                                                     |                              |                                         |  |

## Монеты 2008 года выпуска
| | Игнац Филипп Земмельвайс |                              |                                         |  |
| Художник: Томас Песендорфер | Художник: Томас Песендорфер | Австрийский монетный двор    | Австрийский монетный двор               |  |
| Номинал: €50 | Металл: Au 986 | Тираж: 50 000                | Качество: Proof                         |  |
| Диаметр: 22 мм | Дата выпуска: 30 января 2008 | Масса: 10,14 г               | Гурт: гладкий                           |  |
| Вторая монета из серии «Знаменитые врачи Австрии». Аверс: Портрет знаменитого доктора Игнаца Филиппа Земмельвайса. Он держит Посох Асклепия, который является символом врачей. В верхней части монеты отчеканено имя врача: Ignaz Philipp Semmelweis («Игнац Филипп Земмельвайс»), надпись нем. Republik Österreich (рус. Республика Австрия) и номинал «50 Euro». Реверс: Вид на старую больницу в Вене, где Земмелвайс работал в клинике родов. Справа — два врача моют руки, прежде чем осматривать пациента. Круговая легенда гласит: нем. Allgemeines Krankenhaus Wien (рус. Венская больница). | |                              |                                         |  |
| | |                              |                                         |  |
| | Футбол (2 монеты) |                              |                                         |  |
| Художники: Гельмут Андекслингер и Томас Песендорфер | Художники: Гельмут Андекслингер и Томас Песендорфер | Австрийский монетный двор    | Австрийский монетный двор               |  |
| Номинал: €5 | Металл: Ag 800 | Тираж: 225 000 100 000       | Качество: UNC Special UNC               |  |
| Диаметр: 28,5 мм | Дата выпуска: 27 февраля 2008 | Масса: 10 г                  | Гурт: гладкий                           |  |
| | Эти две монеты чеканились к проведению Чемпионата Европы по футболу 2008 года и дополняют друг друга. Они выразили эмоциональную сторону спорта. Первая монета показывает игроков в начале матча, другая — нападающего, который пытается дотянуться до мяча. На заднем плане болельщики размахивают знаменем. На монете изображён финал чемпионата. На первой монете перечислены четыре австрийских города, где проходил чемпионат: Берн, Базель, Инсбрук, Клагенфурт. На второй монете перечислены другие четыре австрийских и швейцарских города, где проходили матчи чемпионата: Вена, Зальцбург, Женева, Цюрих. На обеих монетах присутствует надпись: нем. Fussbal 2008 (рус. Футбол 2008). |                              |                                         |  |
| | |                              |                                         |  |
| | Искусственное освещение |                              |                                         |  |
| Художник: Герберт Вайнер | Художник: Герберт Вайнер | Австрийский монетный двор    | Австрийский монетный двор               |  |
| Номинал: €25 | Металл: Ag 900 и Nb 998 | Тираж: 65 000                | Качество: Special UNC                   |  |
| Диаметр: 34 мм | Дата выпуска: 12 марта 2008 | Масса: 16,5 г                | Гурт: гладкий                           |  |
| Аверс: Сцена девятнадцатого века, когда Карл Ауэр фон Вельбах изобрел газовое освещение. Это изобретение использовалось на площади перед Венской мэрией. Также стоит надпись: нем. Republik Österreich (рус. Республика Австрия) и номинал «25 Euro». Реверс: Портрет Вельбаха. В центре монеты, выполненной из ниобия, расположен естественный источник освещения — Солнце. По ободу монеты расположены несколько способов искусственного освещения: газовое освещение, электрическое освещение, неоновые лампы[неоднозначная ссылка] и современные светодиоды. В верхней части монеты присутствует надпись: нем. Neon (рус. Неон). | |                              |                                         |  |
| | |                              |                                         |  |
| | Клостернойбург |                              |                                         |  |
| Художник: Томас Песендорфер | Художник: Томас Песендорфер | Австрийский монетный двор    | Австрийский монетный двор               |  |
| Номинал: €10 | Металл: Ag 925 | Тираж: 130 000 40 000 60 000 | Качество: UNC Special UNC Frosted Proof |  |
| Диаметр: 32 мм | Дата выпуска: 16 апреля 2008 | Масса: 17,3 г                | Гурт: гладкий                           |  |
| Пятая монета из серии «Австрия и её народ. Знаменитые аббатства Австрии». Аверс: Вид на монастырь со склонов холма Леопольдсберг в Альпах. Видны готические базилики, а также медные купола с императорской короной. Надпись в верхней части монеты: нем. Stift Klosterneuburg (рус. Монастырь Клостернойбург). В нижней части монеты стоит надпись: нем. Republik Österreich (рус. Республика Австрия) и номинал «10 Euro». Реверс: Клуатр готического монастыря, на переднем плане витраж маркграфа Австрии Леопольда III. | |                              |                                         |  |
| | |                              |                                         |  |
| | 100-летие со дня рождения Герберта фон Караяна |                              |                                         |  |
| Художники: Гельмут Андекслингер и Томас Песендорфер | Художники: Гельмут Андекслингер и Томас Песендорфер | Австрийский монетный двор    | Австрийский монетный двор               |  |
| Номинал: €5 | Металл: Ag 800 | Тираж: 150 000 100 000       | Качество: UNC Special UNC               |  |
| Диаметр: 28,5 мм | Дата выпуска: 9 мая 2008 | Масса: 10 г                  | Гурт: гладкий                           |  |
| Реверс: На серебряной монете изображён Караян в одной из своих динамических поз, которые он обычно принимал в то время, как занимался музыкой. На заднем плане работа над девятой симфонией Бетховена. Надпись на монете — «Herbert von Karajan» («Герберт фон Караян»). | |                              |                                         |  |
| | |                              |                                         |  |
| | Прекрасная эпоха |                              |                                         |  |
| Художники: Томас Песендорфер и Гельмут Андекслингер | Художники: Томас Песендорфер и Гельмут Андекслингер | Австрийский монетный двор    | Австрийский монетный двор               |  |
| Номинал: €20 | Металл: Ag 900 | Тираж: 50 000                | Качество: Frosted Proof                 |  |
| Диаметр: 34 мм | Дата выпуска: 11 июня 2008 | Масса: 20 г                  | Гурт: гладкий                           |  |
| Третья монета из серии «Австрийские железные дороги». Аверс: Паровоз kkStB 310 (разработан Карлом Голсдорфом). В верхней части монеты стоит надпись: нем. Republik Österreich (рус. Республика Австрия) и номинал монеты «20 Euro». В нижней части монеты стоит надпись: нем. Dampflokomotive (рус. Паровоз) и номер модели — kkStB 310. Реверс: Зал второго Северного вокзала в Вене. Слева график движения поездов до прибытия на платформу. На переднем плане находится женщина, одетая по моде XIX века, которая символизирует старую эпоху железнодорожных путешествий. В нижней части монеты стоит надпись: нем. Nordbahnhof Wien (рус. Северный вокзал в Вене). | |                              |                                         |  |
| | |                              |                                         |  |
| | Австрийская западная железная дорога |                              |                                         |  |
| Художники: Герберт Вайнер и Томас Песендорфер | Художники: Герберт Вайнер и Томас Песендорфер | Австрийский монетный двор    | Австрийский монетный двор               |  |
| Номинал: €20 | Металл: Ag 900 | Тираж: 50 000                | Качество: Frosted Proof                 |  |
| Диаметр: 34 мм | Дата выпуска: 10 сентября 2008 | Масса: 20 г                  | Гурт: гладкий                           |  |
| Четвёртая монета из серии «Австрийские железные дороги». Аверс: Паровоз kkStB 306,01 на пересечении железнодорожного моста на Австрийской Западной железной дороге. Локомотив был разработан Карлом Голсдорфом в 1908 году. В верхней части монеты стоит надпись: нем. Republik Österreich (рус. Республика Австрия) и номинал монеты — «20 Euro». В нижней части монеты стоит номер модели — kkStB 306,01 и год выпуска монеты — 2008. Реверс: Пассажиры в зале Западного Венского железнодорожного вокзала. Стиль этого здания был вдохновлён романтическим стилем. В правой части монеты статуя императрицы Елизаветы. Эта статуя стоит до сих пор на этом вокзале. Текст в нижней части монеты: нем. Kaiserin - Elisabeth - Westbahn (рус. Западная железная дорога Императрицы - Елизаветы) | |                              |                                         |  |
| | |                              |                                         |  |
| | Аббатство Секкау |                              |                                         |  |
| Художники: Герберт Вайнер и Томас Песендорфер | Художники: Герберт Вайнер и Томас Песендорфер | Австрийский монетный двор    | Австрийский монетный двор               |  |
| Номинал: €10 | Металл: Ag 925 | Тираж: 130 000 40 000 60 000 | Качество: UNC Special UNC Frosted Proof |  |
| Диаметр: 32 мм | Дата выпуска: 8 октября 2008 | Масса: 16 г                  | Гурт: гладкий                           |  |
| Шестая монета из серии «Австрия и её народ. Знаменитые аббатства Австрии». Аверс: Вид на монастырь Секкау. Расположенная в центре монастыря базилика с двумя мощными башнями построена в стиле барокко, в этом стиле и другие монастырские здания. Надпись в верхней части монеты: нем. Benediktinerabtei Seckau (рус. Бенедиктинское аббатство Секкау). В нижней части монеты стоит надпись: нем. Republik Österreich (рус. Республика Австрия) и номинал «10 Euro». Реверс: Вид с главного входа в церковь на алтарь, над которым находится сцена Распятия. Аббатство Секкау находится в провинции Штирия. Основанное в 1142 году местным епископом, оно просуществовало в федеральной земле Штирия до 1782 года, когда Иосиф II ликвидировал аббатство, и епископ был вынужден переехать в Грац. Спустя 100 лет монастырь был приобретён для монахов-бенедиктинцев Немецким аббатством Бойрон, и аббатство Секкау было восстановлено. После пожара, случившегося в 1259 году, оригинальные деревянные своды были заменены на готические. | |                              |                                         |  |
| | |                              |                                         |  |
| | Императорская корона Священной Римской империи |                              |                                         |  |
| Художник: Томас Песендорфер | Художник: Томас Песендорфер | Австрийский монетный двор    | Австрийский монетный двор               |  |
| Номинал: €100 | Металл: Au 986 | Тираж: 30 000                | Качество: Proof                         |  |
| Диаметр: 30 мм | Дата выпуска: 5 ноября 2008 | Масса: 16 г                  | Гурт: гладкий                           |  |
| Первая монета из серии «Короны дома Габсбургов». Аверс: Императорская корона Священной Римской империи. Это восьмиугольная корона, которая изготовлена из золота и драгоценных камней, она была создана специально для коронации Оттона I в 962 году. В верхней части монеты стоит надпись: нем. Republik Österreich (рус. Республика Австрия) и номинал «100 Euro». В нижней части монеты указана надпись нем. Krone des hl Römischen Reiches (рус. Корона Священной Римской империи). Реверс: Император Оттон I, на заднем плане Собор Святого Петра в Риме, где эта коронация проходила. За монархом стоит надпись: «Otto I» («Оттон I»). | |                              |                                         |  |

## Монеты 2009 года выпуска
| | 200-летняя годовщина со дня смерти Йозефа Гайдна    |                              |                                 |  |
| Художник: Гельмут Андекслингер | Художник: Гельмут Андекслингер                      | Австрийский монетный двор    | Австрийский монетный двор       |  |
| Номинал: €5 | Металл: Ag 800                                      | Тираж: 450 000 100 000       | Качество: UNC Special UNC       |  |
| Диаметр: 28,5 мм | Дата выпуска: 14 января 2009                        | Масса: 8 г                   | Гурт: гладкий                   |  |
| Реверс: Профиль композитора. Справа две скрипки с его именем «Йозеф Гайдн» и даты его жизни (1732—1809). В верхней части монеты надпись: Joseph Haydn (Йозеф Гайдн). |                                                     |                              |                                 |  |
| |                                                     |                              |                                 |  |
| | Теодор Бильрот                                      |                              |                                 |  |
| Художники: Гельмут Андекслингер и Герберт Вайнер | Художники: Гельмут Андекслингер и Герберт Вайнер    | Австрийский монетный двор    | Австрийский монетный двор       |  |
| Номинал: €50 | Металл: Au 986                                      | Тираж: 50 000                | Качество: Proof                 |  |
| Диаметр: 22 мм | Дата выпуска: 11 февраля 2009                       | Масса: 10 г                  | Гурт: гладкий                   |  |
| Третья монета из серии «Знаменитые врачи Австрии». Теодор Бильрот родился на острове Рюген, Германия в 1829 году, он изучал медицину в Геттингене, Берлине и Вене. Хотя он применял новаторские методы работы в абдоминальной хирургии, он признал роль бактерий в качестве причины послеоперационной травматической лихорадки. Вводя антисептики, Бильрот заложил основу будущей безопасности операций. В 1879 году он основал клинику Rudolfiner в Вене. Бильрот умер в 1894 году в возрасте 64 лет. Аверс: Портрет Бильрота изображен вместе с инструментом Асклепия и годы его рождения и смерти. Надпись в верхней части монеты: «Theodor Billroth» 1829—1894 (Теодор Бильрот 1829—1894). Надпись в нижней части монеты: нем. Republik Österreich (рус. Республика Австрия) и номинал «50 Euro». Реверс: Изображение Бильрота во время операции. В левой нижней части монеты, видна больница «Rudolfiner». Надпись в нижней части монеты: нем. Der Billroth’sche hörsaal (рус. Аудитория Бильрота). |                                                     |                              |                                 |  |
| |                                                     |                              |                                 |  |
| | Всемирный год астрономии                            |                              |                                 |  |
| Художник: Герберт Вайнер | Художник: Герберт Вайнер                            | Австрийский монетный двор    | Австрийский монетный двор       |  |
| Номинал: €25 | Металл: Ag 900 и Nb 998                             | Тираж: 65 000                | Качество: Special UNC           |  |
| Диаметр: 34 мм | Дата выпуска: 11 марта 2009                         | Масса: 16,5 г                | Гурт: гладкий                   |  |
| Темой этой монеты является Всемирный год астрономии, отмечавшийся в 2009 году. Монета также выпущена в честь 400-летия изобретения Телескопа Галилея, который был использован в 1609 году для наблюдения Луны. Аверс: Портрет Галилео Галилея (1564—1642) и его телескоп. Монета указывает на один из его первых рисунков поверхности Луны, он стал первым, кто рассказал миру о лунных горах и кратерах. На монете также изображены: телескоп Исаака Ньютона, обсерватория в аббатстве Кремсмюнстер, современный телескоп, радиотелескоп и Космический телескоп. Также стоит надпись: нем. Jahr der astronomie (рус. Год астрономии). Реверс: монеты изображает историю исследования поверхности Луны. Цвет ниобия золотисто-жёлтый, он изображает солнце. На внешнем кольце стоят надписи: нем. Republik Österreich (рус. Республика Австрия) и номинал «25 Euro». Надпись на внутреннем круге из ниобия: нем. Rückseite des Mondes (рус. Оборотная сторона Луны)                                      |                                                     |                              |                                 |  |
| |                                                     |                              |                                 |  |
| | Василиск в Вене                                     |                              |                                 |  |
| Художник: Томас Песендорфер | Художник: Томас Песендорфер                         | Австрийский монетный двор    | Австрийский монетный двор       |  |
| Номинал: €10 | Металл: Ag 925                                      | Тираж: 130 000 30 000 40 000 | Качество: UNC Special UNC Proof |  |
| Диаметр: 32 мм | Дата выпуска: 15 апреля 2009                        | Масса: 16 г                  | Гурт: гладкий                   |  |
| Первая монета серии «Мифы и легенды Австрии» Аверс: Переулок Шёнлатерн в Вене. С левой стороны монеты виден дом, на фасаде которого изображена фреска с легендарным учеником и зеркалом. В верхней части монеты выгравирована надпись (нем. Schönlatern gasse (рус. Аллея фонарей) и номинал «10 Euro». Надпись в нижней части монеты: нем. Republik Österreich (рус. Республика Австрия). Реверс: Василиск, находящийся на дне колодца, смотрит на своё отражение в зеркале, за которым стоит ученик пекаря. Надпись в нижней части монеты: нем. Der basilisk (рус. Василиск). |                                                     |                              |                                 |  |
| |                                                     |                              |                                 |  |
| | Тирольское сопротивление 1809                       |                              |                                 |  |
| Художник: Томас Песендорфер | Художник: Томас Песендорфер                         | Австрийский монетный двор    | Австрийский монетный двор       |  |
| Номинал: €5 | Металл: Ag 800                                      | Тираж: 150 000 100 000       | Качество: UNC Special UNC       |  |
| Диаметр: 28,5 мм | Дата выпуска: 6 мая 2009                            | Масса: 8 г                   | Гурт: гладкий                   |  |
| Реверс: портрет Андреаса Гофера в свойственной ему шляпе. Рядом с ним стоит Джузеппина Негрелли с флагом Тироля. Эта «дама-капитан» представляет малоизвестную роль женщин в народном восстании против Наполеона. Надпись в верхней части монеты: нем. Tiroler freiheit (рус. Свобода Тироля). |                                                     |                              |                                 |  |
| |                                                     |                              |                                 |  |
| | Электрическая железная дорога                       |                              |                                 |  |
| Художник: | Художник:                                           | Австрийский монетный двор    | Австрийский монетный двор       |  |
| Номинал: €20 | Металл: Ag 900                                      | Тираж: 50 000                | Качество: Proof                 |  |
| Диаметр: 34 мм | Дата выпуска: 17 июня 2009                          | Масса: 18 г                  | Гурт: гладкий                   |  |
| Пятая монета из серии «Австрийские железные дороги» Аверс: Электрическая модель двигателя 1189 (также называемая «Крокодил»), локомотив выходит из тоннеля Арльберг. Надпись в верхней части монеты: нем. Republik Österreich (рус. Республика Австрия) и номинал «10 Euro». Надпись в нижней части монеты: нем. E-Lok baureihe 1189 Krokodile (рус. Электровоз модели 1189 Крокодил). Реверс: Один из самых красивых альпийских железнодорожных мостов: впечатляющий Трисаннский мост, который, при его открытии в 1884 году, оценивался как самый длинный арочный мост из стали в мире. Пассажирский поезд с электрической моделью двигателя 1100 пересекает 231-метровый мост железной дороги Арльберг, на фоне горы и замка Вайсбург. Надпись в верхней части монеты: нем. Die Arlbergbahn (рус. железная дорога Арльберг). Надпись в нижней части монеты: нем. Trisanna - brücke (рус. Трисаннский мост).                                                                                           |                                                     |                              |                                 |  |
| |                                                     |                              |                                 |  |
| | Железная дорога будущего                            |                              |                                 |  |
| Художники: Гельмут Андекслингер и Томас Песендорфер | Художники: Гельмут Андекслингер и Томас Песендорфер | Австрийский монетный двор    | Австрийский монетный двор       |  |
| Номинал: €20 | Металл: Ag 900                                      | Тираж: 50 000                | Качество: Proof                 |  |
| Диаметр: 34 мм | Дата выпуска: 9 сентября 2009                       | Масса: 18 г                  | Гурт: гладкий                   |  |
| Шестая монета из серии «Австрийские железные дороги» Аверс: «Рейлджет», новый высокоскоростной поезд австрийской компании ÖBB, который был введён в эксплуатацию в 2008—09 годах. Рейлджет определяет новые стандарты для дальних путешествий с точки зрения скорости, комфорта, дизайна и оборудования. В верхней части монеты номинал «20 Euro». Надпись в нижней части монеты: нем. Republik Österreich (рус. Республика Австрия). Реверс: посвящён перевозке грузов и показывает общий вид сортировочных станций с различными типами грузовых вагонов. На переднем плане показан электрический локомотив класса 1063. Надпись в нижней части монеты: нем. Verschublok 1063 (рус. Маневровый 1063). |                                                     |                              |                                 |  |
| |                                                     |                              |                                 |  |
| | Ричард Львиное Сердце                               |                              |                                 |  |
| Художник: | Художник:                                           | Австрийский монетный двор    | Австрийский монетный двор       |  |
| Номинал: €10 | Металл: Ag 925                                      | Тираж: 130 000 30 000 40 000 | Качество: UNC Special UNC Proof |  |
| Диаметр: 32 мм | Дата выпуска: 7 октября 2009                        | Масса: 16 г                  | Гурт: гладкий                   |  |
| Вторая монета из серии «Мифы и легенды Австрии» Аверс: Трубадур Блондель на лошади, находящийся у замка Дюрнштайн. Он поёт песню, которую сочинил Ричард Львиное Сердце. Надпись в верхней части монеты: нем. Republik Österreich (рус. Республика Австрия). Также в верхней части монеты находится изогнутая бумажная лента с надписью, указывающей название замка — «Du rnstein» (Дюрнштайн). Внизу стоит номинал монеты «10 Euro». Реверс: Ричард Львиное Сердце, он захвачен в плен Леопольдом и двумя солдатами. На Ричарде плащ паломника, на котором видно изображение трёх львов на груди. В нижней части монеты стоит надпись: нем. Gefangennahme von Richard Lowenherz (рус. Взятие в плен Ричарда Львиное Сердце). |                                                     |                              |                                 |  |
| |                                                     |                              |                                 |  |
| | Корона Эрцгерцога Австрии                           |                              |                                 |  |
| Художник: Гельмут Андекслингер | Художник: Гельмут Андекслингер                      | Австрийский монетный двор    | Австрийский монетный двор       |  |
| Номинал: €100 | Металл: Au 986                                      | Тираж: 30 000                | Качество: Proof                 |  |
| Диаметр: 30 мм | Дата выпуска: 4 ноября 2009                         | Масса: 16 г                  | Гурт: гладкий                   |  |
| Вторая монета из серии «Короны дома Габсбургов» Аверс: Корона Эрцгерцогов Австрии, которая лежит на подушке, украшенной вышивкой. Надпись в верхней части монеты: нем. Republik Österreich (рус. Республика Австрия). Надпись в нижней части монеты: нем. Österreichischer erzherzogshut (рус. Австрийская Эрцгерцогская корона). Также стоит номинал «100 Euro». Реверс: Процессия, которая сопровождает наследника, получающего титул Эрцгерцога Австрии, от замка Хофбург до Собора Святого Стефана. Надпись в нижней части монеты: нем. EfbHuldigung (рус. Наследственная святыня (память)). |                                                     |                              |                                 |  |

## Монеты 2010 года выпуска
| | Лыжный спорт |                                          |                                 |  |
| Художник: Гельмут Андекслингер | Художник: Гельмут Андекслингер | Австрийский монетный двор                | Австрийский монетный двор       |  |
| Номинал: €5 | Металл: Ag 800 | Тираж: 225 000 + 225 000 50 000 + 50 000 | Качество: UNC Special UNC       |  |
| Диаметр: 28,5 мм | Дата выпуска: 20 января 2010 | Масса: 10 г                              | Гурт: гладкий                   |  |
| | Две монеты серии «Зимние Олимпийские игры 2010». Каждая монета этой серии отображает зимний вид спорта, в котором Австрия является мировой ведущей державой. Спортсмен в центре монеты готовится к состязанию. Текст в верхней части обеих монет: нем. Winterspiele 2010 (рус. Зимние игры 2010). |                                          |                                 |  |
| | |                                          |                                 |  |
| | Эрцберг в Штирии |                                          |                                 |  |
| Художники: Томас Песендорфер и Гельмут Андекслингер | Художники: Томас Песендорфер и Гельмут Андекслингер | Австрийский монетный двор                | Австрийский монетный двор       |  |
| Номинал: €10 | Металл: Ag 925 | Тираж: 130 000 30 000 40 000             | Качество: UNC Special UNC Proof |  |
| Диаметр: 32 мм | Дата выпуска: 14 апреля 2010 | Масса: 17,3 г                            | Гурт: гладкий                   |  |
| Третья монета из серии «Мифы и легенды Австрии». Аверс: показывает особенности добычи угля из месторождения Эрцберг, расположенного в Штирии. На переднем плане изображены два шахтёра, добывающие руду. На заднем плане, в окружении деревьев, гора Эрцберг показана в стилизованной форме. Надпись в верхней части монеты: нем. Republik Österreich (рус. Республика Австрия). Надпись «Erzberg» включена в изогнутую ленту находящуюся также в верхней части монеты. В нижней части монеты номинал «10 Euro». Реверс: Спящий Водяной. Его тело простирается от левого к правому краю монеты. Он лежит на берегу озера. За Водяным, частично разделённые кустами, двое мужчин приближаются к Водяному. Один из них держит куртку для захвата. Между двумя мужчинами и краем монеты стоит надпись: нем. Entdeckung des Erzberges (рус. Открытие горы Эрцберг). | |                                          |                                 |  |
| | Виринум |                                          |                                 |  |
| Художники: Гельмут Андекслингер и Герберт Вайнер | Художники: Гельмут Андекслингер и Герберт Вайнер | Австрийский монетный двор                | Австрийский монетный двор       |  |
| Номинал: €20 | Металл: Ag 900 | Тираж: 50 000                            | Качество: Proof                 |  |
| Диаметр: 34 мм | Дата выпуска: 5 мая 2010 | Масса: 20 г                              | Гурт: гладкий                   |  |
| Первая монета из новой серии «Рим на Дунае» Аверс: Портрет молодого императора Клавдия, царствование которого продолжалось с 41 по 54 годы, с лавровым венком. При нём был основан Виринум, город в провинции Норик. Бюст императора изображён рядом с фрагментами надписей и четвёркой лошадей, бегущих рысью слева направо. Написаны названия «Virunum»(Виринум), 2010 год и также номинал «20 Euro». Надпись в верхней части монеты: нем. Republik Österreich (рус. Республика Австрия). Реверс: Римская провинция Норик, куда входила современная провинция Форарльберг. Слева мы видим кузнеца за работой. Три меча лежат на наковальне, позже они будут переданы в римский легион. Солдат везёт матрону через город. Здание на фоне монеты — это ныне сохранившиеся остатки стен города Виринум. Ниже надпись «Virunum»(Виринум). | |                                          |                                 |  |
| | Клеменс барон фон Пирке |                                          |                                 |  |
| Художники: Гельмут Андекслингер и Герберт Вайнер | Художники: Гельмут Андекслингер и Герберт Вайнер | Австрийский монетный двор                | Австрийский монетный двор       |  |
| Номинал: €50 | Металл: Au 986 | Тираж: 50 000                            | Качество: Proof                 |  |
| Диаметр: 22 мм | Дата выпуска: 26 мая 2010 | Масса: 10 г                              | Гурт: гладкий                   |  |
| Четвёртая монета серии «Знаменитые врачи Австрии» Пирке основал теорию аллергии и создал понятие «аллергия». Пирке разработал диагностический инструмент для выявления туберкулёзной инфекции. Аверс: Портрет врача Клеменса барона фон Пирке и посох Асклепия, символ медицинской профессии. Надпись на монете: «Clemens von Pirquet» («Клеменс фон Пирке»), даты рождения и смерти врача. Надпись в нижней части монеты: нем. Republik Österreich (рус. Республика Австрия) и номинал «50 Euro». Реверс: Детская больница Венского университета в 1920 году. На переднем плане стоит медсестра, ребёнок лежит на кровати. Над зданием текст нем. Univ-Kinderklinik (рус. Детская клиническая университетская больница). Отдельно на правой стороне монеты изображён Пирке за микроскопом. Текст нем. Begründer der allergielehre (рус. Основатель изучения аллергии) адаптирован к круглой монете. | |                                          |                                 |  |
| | 75-летие альпийской дороги Грослокнер |                                          |                                 |  |
| Художник: Гельмут Андекслингер | Художник: Гельмут Андекслингер | Австрийский монетный двор                | Австрийский монетный двор       |  |
| Номинал: €5 | Металл: Ag 800 | Тираж: 250 000 50 000                    | Качество: UNC Special UNC       |  |
| Диаметр: 28,5 мм | Дата выпуска: 16 июня 2010 | Масса: 10 г                              | Гурт: гладкий                   |  |
| Реверс: Альпийская дорога Грослокнер на фоне Альп. Элегантный классический автомобиль, выпущенный в момент строительства дороги, и спортивный автомобиль нашего времени символически указывают на 75-летие знаменитой дороги в Альпах. Надпись в верхней части монеты: нем. Grossglockner hochalpen-strasse 1935 - 2010 (рус. Альпийская дорога Грослокнер). | |                                          |                                 |  |
| | Виндобона |                                          |                                 |  |
| Художники: Томас Песендорфер и Гельмут Андекслингер | Художники: Томас Песендорфер и Гельмут Андекслингер | Австрийский монетный двор                | Австрийский монетный двор       |  |
| Номинал: €20 | Металл: Ag 900 | Тираж: 50 000                            | Качество: Proof                 |  |
| Диаметр: 34 мм | Дата выпуска: 8 сентября 2010 | Масса: 20 г                              | Гурт: гладкий                   |  |
| Вторая монета серии «Рим на Дунае» Аверс: Римский император Марк Аврелий на коне. Согласно источникам, он царствовал в 161—180 годы и возглавил армию во время Маркоманской войны, когда армия стояла в лагере Виндобона (современная Вена). Справа от императора стоит на страже римский легионер, а на противоположной стороне монеты второй легионер держит в руке небольшой свиток. Презентация монеты была вдохновлена рельефом со сценой Маркоманской войны, изображающей римскую армию Марка Аврелия. Фон монеты военный лагерь. Надпись в верхней части монеты: нем. Republik Österreich (рус. Республика Австрия) и надпись «Vindobona» («Виндобона»). Надпись в нижней части монеты: «Kaiser Mark Aurel» («Император Марк Аврелий») и номинал «20 Euro». Реверс: Центурион перед шеренгой легионеров легиона Виндобона, выстроенных на дороге у крепости. Фон монеты крепость Pricipalis — одна из четырёх целей легиона Виндобона. Надпись в верхней части монеты: «Vindobona» («Виндобона»).                                                         | |                                          |                                 |  |
| | Карл Великий в Унтерсберге |                                          |                                 |  |
| Художники: Томас Песендорфер и Гельмут Андекслингер | Художники: Томас Песендорфер и Гельмут Андекслингер | Австрийский монетный двор                | Австрийский монетный двор       |  |
| Номинал: €10 | Металл: Ag 925 | Тираж: 130 000 30 000 40 000             | Качество: UNC Special UNC Proof |  |
| Диаметр: 32 мм | Дата выпуска: 13 октября 2010 | Масса: 17,3 г                            | Гурт: гладкий                   |  |
| Четвёртая монета из серии «Мифы и легенды Австрии». Аверс: Гном, который находится напротив сидящего мальчика-пастуха у горы. Гном показывает на гору Унтерсберг и говорит: под горой спит император Карл Великий. На правой стороне монеты видно стадо овец. На склонах легендарной горы кружат четыре вороны. Надпись в верхней части монеты: нем. Republik Österreich (рус. Республика Австрия). В свободном пространстве над горой текст «Untersberg» включён в изогнутую ленту. В правой стороне монеты номинал «10 Euro». Реверс: Гном и пастушок входят в большой зал, расположенный под горой и обнаруживают императора Карла, спящего на троне. Рядом с Карлом спит в стоячем положении солдат, который опирается на своё копьё. На заднем плане изображена лестница, которая является выходом из пещеры, расположенной под горой Унтерсберг. В верхней части надпись: нем. Kaiser Karl der im Untersberg (рус. Карл в Унтерсберге). | |                                          |                                 |  |
| | Возобновляемые источники энергии |                                          |                                 |  |
| Художник: Гельмут Андекслингер | Художник: Гельмут Андекслингер | Австрийский монетный двор                | Австрийский монетный двор       |  |
| Номинал: €25 | Металл: Ag 900 и Nb 998 | Тираж: 65 000                            | Качество: Special UNC           |  |
| Диаметр: 34 мм | Дата выпуска: 10 марта 2010 | Масса: 16,5 г                            | Гурт: гладкий                   |  |
| Аверс: Рисунок, символизирующий цикл природы и источников энергии. От дерева идёт спираль, которая включает в себя четыре элемента: земля, огонь, воздух и вода. Дерево имеет прочные позиции в земле и выступает за здоровую экосистему. Солнечные лучи приносят огонь солнца, живительного тепла. Листья падают на пол и доставляют воду и питательные вещества дереву. Надпись в верхней части монеты: нем. Republik Österreich (рус. Республика Австрия) и номинал «25 Euro». Реверс: посвящён возобновляемым видам энергии. Перед стилизованным земным шаром вращается турбина. Вода течёт из сопла и дисков турбины. Левые стрелки указывают на энергию геотермального тепла. Капли воды не падают на землю, что сделало возможным создать новый источник энергии, благодаря геотермальному теплу — водяному пару. На фоне монеты ветряная электростанция. Солнечные лучи собираются с помощью солнечных батарей, которые обеспечивают солнечную энергию. Надпись в нижней части монеты: нем. Erneuerbare energie (рус. Возобновляемые источники энергии). | |                                          |                                 |  |
| | Венгерская корона Святого Стефана |                                          |                                 |  |
| Художник: Гельмут Андекслингер | Художник: Гельмут Андекслингер | Австрийский монетный двор                | Австрийский монетный двор       |  |
| Номинал: €100 | Металл: Au 986 | Тираж: 30 000                            | Качество: Proof                 |  |
| Диаметр: 30 мм | Дата выпуска: 10 ноября 2010 | Масса: 16 г                              | Гурт: гладкий                   |  |
| Третья монета из серии «Короны дома Габсбургов» Аверс: Корона Святого Стефана. Надпись в верхней части монеты: нем. Republik Österreich (рус. Республика Австрия). Слева стоит год выпуска, а справа номинал монеты — «100 Euro». Надпись в нижней части монеты: нем. Stephanskrone (рус. Корона Святого Стефана). Реверс: Мария Терезия на коне после её коронации, в 1741 году в Пресбурге. Императрица должна была ехать до дворца в императорском костюме, а во время коронации и взять на себя обязательство защищать границы Королевства Святого Стефана. На заднем плане крупнейший замок в Братиславе. Надпись в верхней части монеты: нем. Maria Theresia königin von Ungarn (рус. Мария-Терезия, королева Венгрии). | |                                          |                                 |  |

## Монеты 2011 года выпуска
| | 300-летие колокола Пуммерин                         |                           |                             |
| Художник: Гельмут Андекслингер | Художник: Гельмут Андекслингер                      | Австрийский монетный двор | Австрийский монетный двор   |
| Номинал: €5 | Металл: Ag 800                                      | Тираж: 50 000             | Качество: Special UNC       |
| Диаметр: 28,5 мм | Дата выпуска: 22 декабря 2010                       | Масса: 10 г               | Гурт: гладкий               |
| Реверс: Пуммерин — это большой колокол на соборе Святого Стефана, изображённый на 5-евровой серебряной монете. Старый колокол был уничтожен после большого пожара в 1945 году, благословили новый колокол в 1952 году. Дизайн колокола содержит описание непорочного зачатия Девы Марии, новая модель была выполнена точно в соответствии со старым колоколом. На правой стороне монеты стоит собор Святого Стефана. В правой стороне монеты надпись Pummerin («Пуммерин») и годы 1711—1945, 1952—2011. |                                                     |                           |                             |
| | 200-летие музея Universalmuseum Joanneum в Граце    |                           |                             |
| Художники: Гельмут Андекслингер и Герберт Вайнер | Художники: Гельмут Андекслингер и Герберт Вайнер    | Австрийский монетный двор | Австрийский монетный двор   |
| Номинал: €50 | Металл: Au 986                                      | Тираж: 50 000             | Качество: Proof             |
| Диаметр: 22 мм | Дата выпуска: 26 января 2011                        | Масса: 10 г               | Гурт: гладкий               |
| В 2010 году была завершена серия монет номиналом 50 евро из золота «Знаменитые врачи Австрии», 26 января 2011 года Австрийский монетный двор выпустил монету, не входящую в серию «200 лет Universalmuseum Joanneum в Граце». Аверс: Главный вход в Universalmuseum Joanneum, на заднем плане — расположен выставочный центр Кунстхаус, который был создан в 2003 году. В верхней части монеты номинал «50 Euro». Надпись в нижней части монеты: нем. Republik Österreich (рус. Республика Австрия). Реверс: Помещение, в котором стоят латы средневековых рыцарей. На переднем плане — роскошная броня Michael Witz из Инсбрука 1550 года. В Граце расположен самый большой арсенал средневекового оружия в мире. К монете адаптирована надпись: нем. Landeszeughaus Graz (рус. Загородный музей в Граце). |                                                     |                           |                             |
| | Николаус Жакен                                      |                           |                             |
| Художники: Гельмут Андекслингер и Герберт Вайнер | Художники: Гельмут Андекслингер и Герберт Вайнер    | Австрийский монетный двор | Австрийский монетный двор   |
| Номинал: €20 | Металл: Ag 900                                      | Тираж: 50 000             | Качество: Proof             |
| Диаметр: 34 мм | Дата выпуска: 23 февраля 2011                       | Масса: 20 г               | Гурт: гладкий               |
| Единая европейская серия. «Европейские исследователи». Аверс: Николаус Жакен стоит рядом с одним из своих многочисленных открытий в ботанике — растением Ирис пёстрый (Iris variegata). К монете адаптирована надпись: нем. Republik Österreich (рус. Республика Австрия) и номинал «20 Euro». Под портретом надпись Nikolas, Joseph von Jacquin(Николаус Жакен). Реверс: Николаус Жакен в научной поездке по странам Карибского бассейна. Во время этой поездки Николаус систематизировал свои открытия в ботанике. В верхней части монеты стоит надпись: нем. Karibik-Expedition 1754—1759 (рус. Карибская экспедиция 1754-1759). |                                                     |                           |                             |
| | Роботизация                                         |                           |                             |
| Художники: Гельмут Андекслингер и Герберт Вайнер | Художники: Гельмут Андекслингер и Герберт Вайнер    | Австрийский монетный двор | Австрийский монетный двор   |
| Номинал: €25 | Металл: Ag 900 и Nb 998                             | Тираж: 65 000             | Качество: Special UNC       |
| Диаметр: 34 мм | Дата выпуска: 16 марта 2011                         | Масса: 16,5 г             | Гурт: гладкий               |
| Аверс: Рисунок Леонардо да Винчи, Витрувианский человек в образе робота. Слева от робота находится двоичный код, а справа три шестерёнки, эта композиция является символом сотрудничества двух отраслей: механики и электроники, которые используются в робототехнике. В верхней части серебряного кольца стоит надпись: нем. Republik Österreich (рус. Республика Австрия) и год выпуска «2011». В нижней части надпись — «ROBOTIK». Во внутреннем круге из ниобия стоит номинал «25 Euro». Реверс: Поверхность Марса и звёздное небо. На переднем плане изображён робот, который исследует планету методом глубокого бурения. Справа изображена сетка координат. В нижней части монеты расположена надпись: нем. Mars-Roboter (рус. Марсианский робот).                                                   |                                                     |                           |                             |
| | Карнунт                                             |                           |                             |
| Художники: Гельмут Андекслингер и Герберт Вайнер | Художники: Гельмут Андекслингер и Герберт Вайнер    | Австрийский монетный двор | Австрийский монетный двор   |
| Номинал: €20 | Металл: Ag 900                                      | Тираж: 50 000             | Качество: Proof             |
| Диаметр: 34 мм | Дата выпуска: 13 апреля 2011                        | Масса: 20 г               | Гурт: гладкий               |
| Третья монета из серии «Рим на Дунае». Аверс: Портрет римского императора Септимия Севера, стоит надпись под портретом: «Septimius Severus». Справа от императора расположены Языческие ворота в Карнунте, которые сохранились до сегодняшнего дня и представляют собой Триумфальную арку. Внизу надпись «Carnvntvm 2011». Также стоят надписи по окружности: «20 Euro», нем. Republik Österreich (рус. Республика Австрия) и Septimius Severus(Септимий Север). Реверс: Вилла Урбана (вилла является жилищем состоятельного римского торговца). Перед виллой стоит римский легионер с копьём. Справа находятся двое древних римлян в тогах. Надпись в нижней части монеты — «Carnuntum». |                                                     |                           |                             |
| | Линдворм в Клагенфурте                              |                           |                             |
| Художники: Гельмут Андекслингер и Томас Песендорфер | Художники: Гельмут Андекслингер и Томас Песендорфер | Австрийский монетный двор | Австрийский монетный двор   |
| Номинал: €10 | Металл: Ag 925                                      | Тираж: 30 000 40 000      | Качество: Special UNC Proof |
| Диаметр: 32 мм | Дата выпуска: 4 мая 2011                            | Масса: 17,3 г             | Гурт: гладкий               |
| Пятая монета из серии «Мифы и легенды Австрии». Банк Австрии выпустил монету, которая посвящена сказочному дракону Линдворму. Линдворм с 1583 года стоит на Новой площади (нем. «Neuer Platz») Клагенфурта. Аверс: Статуя дракона Линдворма и фонтана, посвящённого ему. Надпись в верхней части монеты надпись: нем. Republik Österreich (рус. Республика Австрия). Внизу стоит номинал монеты «10 Euro». В верхней части монеты выгравирована надпись: нем. Lindwurm brunnen (рус. Фонтан Дракона). Реверс: Каменный замок, назначение которого — защищать Клагенфурт от дракона. На переднем плане Линдворм, которого захватили цепью два человека. Надпись в нижней части монеты гласит: нем. Der Lindwurm in Klagenfurt (рус. Линдвурм в Клагенфурте).                                                 |                                                     |                           |                             |
| | Австрия — страна лесов                              |                           |                             |
| Художник: Гельмут Андекслингер | Художник: Гельмут Андекслингер                      | Австрийский монетный двор | Австрийский монетный двор   |
| Номинал: €5 | Металл: Ag 800                                      | Тираж: 50 000             | Качество: Special UNC       |
| Диаметр: 28,5 мм | Дата выпуска: 15 июня 2011                          | Масса: 10 г               | Гурт: гладкий               |
| Темой монеты стал объявленный на 2011 год международный год лесов. Реверс: Дикие животные Австрии. Слева направо изображены: фазан, барсук и обыкновенный олень на фоне леса. Надпись в верхней части монеты: нем. Land der Walder (рус. Страна лесов). |                                                     |                           |                             |
| | Агунтум                                             |                           |                             |
| Художники: Гельмут Андекслингер и Герберт Вайнер | Художники: Гельмут Андекслингер и Герберт Вайнер    | Австрийский монетный двор | Австрийский монетный двор   |
| Номинал: €20 | Металл: Ag 900                                      | Тираж: 50 000             | Качество: Proof             |
| Диаметр: 34 мм | Дата выпуска: 7 сентября 2011                       | Масса: 20 г               | Гурт: гладкий               |
| Четвёртая монета из серии «Рим на Дунае». Аверс: Портрет римского императора Констанция II, стоит надпись под портретом: «Aguntum». За портретом императора расположены ворота в квартал ремесленников Агунтума. Справа по кругу надпись «Constantius II»(Констанций II). Текст слева по окружности: нем. Republik Österreich (рус. Республика Австрия). Также указан номинал монеты: «20 Euro». Реверс: Быт простых людей Агунтума: женщина пришла на рынок за кувшином, недалеко по рынку идут два горожанина. Надпись в верхней части монеты: «Aguntum»(Агунтум). |                                                     |                           |                             |
| | Ах, мой милый Августин                              |                           |                             |
| Художники: Гельмут Андекслингер и Томас Песендорфер | Художники: Гельмут Андекслингер и Томас Песендорфер | Австрийский монетный двор | Австрийский монетный двор   |
| Номинал: €10 | Металл: Ag 925                                      | Тираж: 30 000 40 000      | Качество: Special UNC Proof |
| Диаметр: 32 мм | Дата выпуска: 12 октября 2011                       | Масса: 17,3 г             | Гурт: гладкий               |
| Эта монета завершила серию «Мифы и легенды Австрии». Аверс: Музыкант Августин, переживший эпидемию чумы в Вене 1678—1679 годов. Надпись в верхней части монеты: нем. Republik Österreich (рус. Республика Австрия). Также в верхзней части монеты выгравирована надпись нем. Wien 1679 (рус. Вена 1679). Внизу расположен номинал — «10 Euro». Реверс: Августин играет в одном из кабачков Вены, его слушают посетители заведения. На заднем плане старый квартал Вены. Надпись в нижней части монеты: нем. Der liebe Augustin (рус. Ах, мой милый Августин). |                                                     |                           |                             |
| | Чешская корона Святого Вацлава                      |                           |                             |
| Художники: Гельмут Андекслингер и Томас Песендорфер | Художники: Гельмут Андекслингер и Томас Песендорфер | Австрийский монетный двор | Австрийский монетный двор   |
| Номинал: €100 | Металл: Au 986                                      | Тираж: 30 000             | Качество: Proof             |
| Диаметр: 30 мм | Дата выпуска: 9 ноября 2011                         | Масса: 16,227 г           | Гурт: гладкий               |
| Четвёртая монета из серии «Короны дома Габсбургов». Аверс: Корона Святого Вацлава. Корона лежит на шёлковой ткани, украшенной гербом Чехии. Надпись в верхней части монеты: нем. Republik Österreich (рус. Республика Австрия). Надпись в нижней части монеты: нем. Wenzelskrone (рус. Корона святого Вацлава). В центре указан номинал «100 Euro» и год выпуска — 2011. Реверс: портрет Рудольфа II на фоне Карлова моста, видны 3 из 30 скульптур. За мостом видны шпили знаменитого собора Святого Вита, где храниться корона Святого Вацлава. Текст в нижней части монеты: нем. Rudolf könig v Böhmen (рус. Рудольф король Богемии). |                                                     |                           |                             |

## Монеты 2012 года выпуска
| | 200-летие Общества любителей музыки в Вене          |                           |                           |  |
| Художник: Гельмут Андекслингер | Художник: Гельмут Андекслингер                      | Австрийский монетный двор | Австрийский монетный двор |  |
| Номинал: €5 | Металл: Cu Ag 800                                   | Тираж: 300 000 50 000     | Качество: UNC Special UNC |  |
| Диаметр: 28,5 мм | Дата выпуска: 14 декабря 2011                       | Масса: 10 г               | Гурт: гладкий             |  |
| Реверс: Большой орган Золотого зала. Справа изображена кариатида. Внизу в две строки расположены надписи: «1812—2012» и нем. Gesellschaft der muskfreunde in Wien (рус. Общество любителей музыки в Вене). |                                                     |                           |                           |  |
| |                                                     |                           |                           |  |
| | Портрет Адели Блох-Бауэр                            |                           |                           |  |
| Художники: Томас Песендорфер и Герберт Вайнер | Художники: Томас Песендорфер и Герберт Вайнер       | Австрийский монетный двор | Австрийский монетный двор |  |
| Номинал: €50 | Металл: Au 986                                      | Тираж: 30 000             | Качество: Proof           |  |
| Диаметр: 22 мм | Дата выпуска: 25 января 2012                        | Масса: 10,14 г            | Гурт: гладкий             |  |
| Первая монета из новой серии «Климт и его женщины». Австрийский монетный двор начал выпуск новой серии монет к 150-летнему юбилею австрийского художника Густава Климта. Она называется «Густав Климт и его женщины». Монетный двор планирует выпуск по одной монете номиналом 50 евро в год. Аверс: Портрет Густава Климта. Слева и сверху от портрета — название страны: нем. Republik Österreich (рус. Республика Австрия), внизу номинал — «50 Euro». Реверс: Фрагмент картины Густава Климта «Портрет Адели Блох-Бауэр». |                                                     |                           |                           |  |
| | Бионика                                             |                           |                           |  |
| Художники: Томас Песендорфер и Герберт Вайнер | Художники: Томас Песендорфер и Герберт Вайнер       | Австрийский монетный двор | Австрийский монетный двор |  |
| Номинал: €25 | Металл: Ag 900 и Nb 998                             | Тираж: 65 000             | Качество: Special UNC     |  |
| Диаметр: 34 мм | Дата выпуска: 22 февраля 2012                       | Масса: 16,5 г             | Гурт: гладкий             |  |
| Центральная часть монеты выполнена из розового ниобия. Аверс: Панцирь улитки наутилус. Строение панциря иногда является образцом для строительства зданий по оригинальным проектам. Таковы и другие примеры бионики: парящий орёл, цветок лотоса, акула. По серебряному ободу монеты отчеканена надпись: нем. Republik Österreich (рус. Республика Австрия); на внутренней части — номинал «25 Euro» и год выпуска «2012». Реверс: «Бионика в архитектуре». На переднем плане изображены расходящиеся лучи радиолярия. Фоном служит двор Олимпийского стадиона в Мюнхене, исследования в области бионики помогли построить его уникальную крышу. Символические структуры изображены на внешнем серебряном кольце. Текст Bionik находится в верхней части серебряного кольца. |                                                     |                           |                           |  |
| | Эгон Шиле                                           |                           |                           |  |
| Художники: Томас Песендорфер и Гельмут Андекслингер | Художники: Томас Песендорфер и Гельмут Андекслингер | Австрийский монетный двор | Австрийский монетный двор |  |
| Номинал: €20 | Металл: Ag 900                                      | Тираж: 50 000             | Качество: Proof           |  |
| Диаметр: 34 мм | Дата выпуска: 14 марта 2012                         | Масса: 20 г               | Гурт: гладкий             |  |
| Единая европейская серия. «Европейские художники». Аверс: Портрет Эгона Шиле. В верхней левой части монеты — фрагмент рисунка «Крадущийся». Под рисунком стоит номинал монеты «20 Euro», надпись ниже: нем. Republik Österreich (рус. Республика Австрия) и под ней год выпуска — 2012. Также указаны имя художника «Egon Schiele» и «еврозвезда» — логотип единой монетной программы. Реверс: Одна из картин Шиле — «Портрет Валли». Надпись в левой части монеты: «Egon Schiele 1912». |                                                     |                           |                           |  |
| | Лауриакум                                           |                           |                           |  |
| Художники: Томас Песендорфер и Гельмут Андекслингер | Художники: Томас Песендорфер и Гельмут Андекслингер | Австрийский монетный двор | Австрийский монетный двор |  |
| Номинал: €20 | Металл: Ag 900                                      | Тираж: 50 000             | Качество: Proof           |  |
| Диаметр: 34 мм | Дата выпуска: 11 апреля 2012                        | Масса: 20 г               | Гурт: гладкий             |  |
| Пятая монета из серии «Рим на Дунае». Аверс: В левой части монеты портрет императора Грациана. В правой части монеты изображён покровитель провинции Верхняя Австрия, святой Флориан Лорхский. По ободу монеты их имена — «Hl. Florian» и «Kaiser Gratianus» соответственно. В нижней части монеты — название римского лагеря «Lauriacum» и год выпуска монеты «2012». По серебряному ободу монеты отчеканена надпись: нем. Republik Österreich (рус. Республика Австрия) и номинал «20 Euro». Реверс: Монета посвящена строительству дорог и мостов, римлянами. В верхней части монеты отчеканено название лагеря: «Lauriacum». |                                                     |                           |                           |  |
| | Штирия                                              |                           |                           |  |
| Художники: Томас Песендорфер и Виктория Рейхт | Художники: Томас Песендорфер и Виктория Рейхт       | Австрийский монетный двор | Австрийский монетный двор |  |
| Номинал: €10 | Металл: Cu, Ag 925                                  | Тираж: 130.000            | Качество: Proof           |  |
| Диаметр: 32 мм | Дата выпуска: 25 апреля 2012                        | Масса: 17,3 г             | Гурт: гладкий             |  |
| Первая монета из серии «Федеральные земли Австрии». Аверс: Столица Штирии — город Грац. На монете изображены всемирно известные здания города: дворец Эггенберг, Часовая башня, городская ратуша, мавзолей и церковная башня. В верхней части монеты название города «Graz» В нижней части монеты — номинал «10 Euro» и год выпуска монеты «2012». По серебряному ободу монеты отчеканена надпись: нем. Republik Österreich (рус. Республика Австрия). Реверс: Изображена природа федеральной земли Грац. В левой части монеты отчеканено название, нем. Steiermark (рус. Штирия). |                                                     |                           |                           |  |
| | Бриганциум                                          |                           |                           |  |
| Художники: Герберт Вэнер и Гельмут Андекслингер | Художники: Герберт Вэнер и Гельмут Андекслингер     | Австрийский монетный двор | Австрийский монетный двор |  |
| Номинал: €20 | Металл: Ag 900                                      | Тираж: 50 000             | Качество: Proof           |  |
| Диаметр: 34 мм | Дата выпуска: 13 июня 2012                          | Масса: 20 г               | Гурт: гладкий             |  |
| Шестая и последняя монета из серии «Рим на Дунае». Аверс: Портрет в профиль римского императора Валентиниана I. За императором изображены — городские постройки расположенные на месте современного Брегенца, рядом с которыми изображено озеро. Слева от портрета стоит название римского поселения: «Brigantium», а также указан год выпуска: «2012». По серебряному ободу монеты отчеканена надпись: нем. Republik Österreich (рус. Республика Австрия). Реверс: Порт Бриганциума, который был обнаружен около 40 лет назад в ходе земляных работ в Брегенце археологами. Гавань была построена в эпоху императора Валентиниана I. Из порта выходит римский боевой корабль. На переднем плане — пустая лодка и два римских легионера. Название расположено полукругом в верхней части монеты: «Brigantium». |                                                     |                           |                           |  |
| | Каринтия                                            |                           |                           |  |
| Художники: Томас Песендорфер и Гельмут Андекслингер | Художники: Томас Песендорфер и Гельмут Андекслингер | Австрийский монетный двор | Австрийский монетный двор |  |
| Номинал: €10 | Металл: Cu, Ag 925                                  | Тираж: 130.000            | Качество: Proof           |  |
| Диаметр: 32 мм | Дата выпуска: 26 сентября 2012                      | Масса: 17,3 г             | Гурт: гладкий             |  |
| Вторая монета из серии «Федеральные земли Австрии». Аверс: Замок Ландскрон, на переднем плане — сюжет посвящённый соколиной охоте, благодаря которой славится замок, и она внесена в список невещественного культурного наследия Австрии. В верхней части монеты надпись нем. Falknerei (рус. Соколиная охота). В нижней части монеты — номинал «10 Euro» и год выпуска монеты «2012». По серебряному ободу монеты отчеканена надпись: нем. Republik Österreich (рус. Республика Австрия). Реверс: Автором реверса стал 10-летний Филип Огрис (Philip Ogris), учащийся начальной школы из городка Санкт-Маргаретен-им-Розенталь. Нарисованный им рисунок, выгравированый на монете изображает горы Каринтии с горными козлами на склонах, озеро с рыбами и лодками. На берегу «пасётся» дракон-линдворм. В нижней части монеты — название земли Каринтия на двух языках — на немецком (нем. Kärnten) и словенском (словен. Koroška). |                                                     |                           |                           |  |
| | Чемпионат мира по горнолыжному спорту 2013          |                           |                           |  |
| Художник: Гельмут Андекслингер и Герберт Вайнер | Художник: Гельмут Андекслингер и Герберт Вайнер     | Австрийский монетный двор | Австрийский монетный двор |  |
| Номинал: €5 | Металл:Cu Ag 800                                    | Тираж: 300 000 50 000     | Качество:UNC Special UNC  |  |
| Диаметр: 28,5 мм | Дата выпуска: 24 октября 2012                       | Масса: 10 г               | Гурт: гладкий             |  |
| Реверс: Лыжник мчится по горному склону, он является символом 42-го чемпионата мира по горнолыжному спорту. На фоне падающих снежинок, отчеканен год проведения чемпионата — «2013». По серебряному ободу монеты отчеканена надпись: «Schladming 2012». |                                                     |                           |                           |  |
| | Корона Австрийской империи                          |                           |                           |  |
| Художники: Гельмут Андекслингер и Томас Песендорфер | Художники: Гельмут Андекслингер и Томас Песендорфер | Австрийский монетный двор | Австрийский монетный двор |  |
| Номинал: €100 | Металл: Au 986                                      | Тираж: 30 000             | Качество: Proof           |  |
| Диаметр: 30 мм | Дата выпуска: 14 ноября 2012                        | Масса: 16,227 г           | Гурт: гладкий             |  |
| Пятая и последняя монета из серии «Короны дома Габсбургов». Аверс: Корона Австрийской империи занимает центральную часть монеты. Слева отчеканен номинал монеты «100 EURO», в правой части монеты — год эмиссии «2012». Надпись в верхней части монеты: нем. Republik Österreich (рус. Республика Австрия). Надпись в нижней части монеты: нем. Die Österreichische Kaiserkrone (рус. Корона Австрийской империи). Реверс: портрет Франца Иосифа I на фоне герба Австрийской империи, слева в руке императора скипетр. Справа от императора расположена корона на шёлковой подушечке. Текст в верхней части монеты: нем. Franz Joseph I (рус. Франц Иосиф I). |                                                     |                           |                           |  |

## Монеты 2013 года выпуска
| | Венский вальс                                       |                           |                           |
| Художник: Гельмут Андекслингер и Томас Песендорфер | Художник: Гельмут Андекслингер и Томас Песендорфер  | Австрийский монетный двор | Австрийский монетный двор |
| Номинал: €5 | Металл:Cu Ag 800                                    | Тираж: 300 000 50 000     | Качество:UNC Special UNC  |
| Диаметр: 28,5 мм | Дата выпуска: 12 декабря 2012                       | Масса: 10 г               | Гурт: гладкий             |
| Реверс: Пара кружится в вальсе на фоне праздничных салютов. Справа расположена надпись: нем. Wiener Walzer (рус. Венский вальс). |                                                     |                           |                           |
| | Прокладка тоннелей                                  |                           |                           |
| Художники: Герберт Вайнер | Художники: Герберт Вайнер                           | Австрийский монетный двор | Австрийский монетный двор |
| Номинал: €25 | Металл: Ag 900 и Nb 998                             | Тираж: 65 000             | Качество: Special UNC     |
| Диаметр: 34 мм | Дата выпуска: 23 января 2013                        | Масса: 16,5 г             | Гурт: гладкий             |
| Аверс: Тоннелепроходческий комплекс, врезается в горную гряду. Тоннелестроение в Австрии одна из развитых областей в железнодорожном строительстве. В частности через Австрийские Альпы проходит более 400 тоннелей. По серебряному ободу монеты отчеканена надпись: нем. Republik Österreich (рус. Республика Австрия); на внутренней части — номинал «25 Euro» и год выпуска «2013». Реверс: На переднем плане изображена автомагистраль, уходящая в тоннель. Фоном служат вершины Альпийских гор. По ободу серебряного кольца изображён схематический вид укреплений тоннелей в XIX — начале XX веках. В нижней части серебряного кольца отчеканена надпись нем. Tunnelbau (рус. Прокладка тоннелей). Справа от надписи, на кольце изображён работающий проходчик у которого в руках отбойный молоток. |                                                     |                           |                           |
| | Ожидание                                            |                           |                           |
| Художники: Томас Песендорфер и Гельмут Андекслингер | Художники: Томас Песендорфер и Гельмут Андекслингер | Австрийский монетный двор | Австрийский монетный двор |
| Номинал: €50 | Металл: Au 986                                      | Тираж: 30 000             | Качество: Proof           |
| Диаметр: 22 мм | Дата выпуска: 27 февраля 2013                       | Масса: 10,14 г            | Гурт: гладкий             |
| Вторая монета из новой серии «Климт и его женщины». Аверс: Фриз из дворца Стокле, «Древо жизни» в четырёхугольной рамке, слева и сверху монеты отчеканена надпись: нем. Republik Österreich (рус. Республика Австрия); внизу — номинал монеты — «50 EURO». В левой нижней части над номиналом монеты, указан год выпуска монеты — «2013». Реверс: Фрагмент фрески «Ожидание», созданной Густавом Климтом в период 1904—1907 годов. |                                                     |                           |                           |
| | Стефан Цвейг                                        |                           |                           |
| Художники: Гельмут Андекслингер | Художники: Гельмут Андекслингер                     | Австрийский монетный двор | Австрийский монетный двор |
| Номинал: €20 | Металл: Ag 900                                      | Тираж: 50 000             | Качество: Proof           |
| Диаметр: 34 мм | Дата выпуска: 20 марта 2013                         | Масса: 20 г               | Гурт: гладкий             |
| Единая европейская серия. «Европейские писатели». Аверс: Портрет Стефана Цвейга за печатной машинкой. В верхней левой части монеты выгравирована «еврозвезда» (логотип единой монетной программы), расположен номинал монеты «20 Euro». В правой части монеты, вертикальная надпись: нем. Republik Österreich (рус. Республика Австрия) и год выпуска — 2013. В нижней части монеты прописным шрифтом указано имя художника «Stefan Zweig». Реверс: Коллаж по мотивам известного произведения Цвейга — «Шахматной новеллы». Цвейг обдумывает ход в шахматной партии. За спиной Цвейга человек у окна и вертикальная надпись нем. Schachnovelle (рус. Шахматная новелла. |                                                     |                           |                           |
| | Триас                                               |                           |                           |
| Художники: Герберт Вайнер и Гельмут Андекслингер | Художники: Герберт Вайнер и Гельмут Андекслингер    | Австрийский монетный двор | Австрийский монетный двор |
| Номинал: €20 | Металл: Ag 900                                      | Тираж: 50 000             | Качество: Proof           |
| Диаметр: 34 мм | Дата выпуска: 17 апреля 2012                        | Масса: 20 г               | Гурт: гладкий             |
| Австрийский монетный двор начал новую серию серебряных монет — «Живая предыстория», в рамках которой будут выпускаться монеты посвящённые доисторической теме. Первая монета посвящена триасовому периоду и соответственно на ней изображена фауна той эпохи. Аверс: Изображение Аммониты на утёсе, на котором выгравирована надпись Триас. По серебряному ободу монеты отчеканена надпись: нем. Republik Österreich (рус. Республика Австрия), год выпуска монеты «2013», а также указан номинал: «20 EURO». Также внизу представлены даты начала и конца триасового периода. Реверс: Морские хищники — ихтиозавр, заглатывающий аммонита, и нотозавр. Фоном служит морская фауна. |                                                     |                           |                           |